# 赤崁樓
赤崁樓，又作赤崁城、赤磡城、赤坎城、赤嵌城、赤嵌樓，位於臺灣臺南市中西區。其前身為荷治時期1625年1月闢建的「普羅民遮」市街（荷蘭語：:125(附圖二)），1653年於此市街赤崁行省興建之歐式城塞，1655年完工，稱「普羅民遮城」（荷蘭語：Fort Provintia，字面意思是省城），在地人稱為「番仔樓」，曾為全台灣島的商業中心，至清代已倾圮，僅留部分殘蹟。
今日所見的赤嵌樓，大部分是漢人在荷蘭城堡之上，陸續興建的儒、道廟宇，包括海神廟、文昌閣。1960年，又由大南門城內遷來九座贔屭碑，終成今日樣貌。因此，所稱赤嵌樓，是歐式普羅民遮城殘蹟，以及海神廟、文昌閣的混合體。今列為國定古蹟。

## 沿革

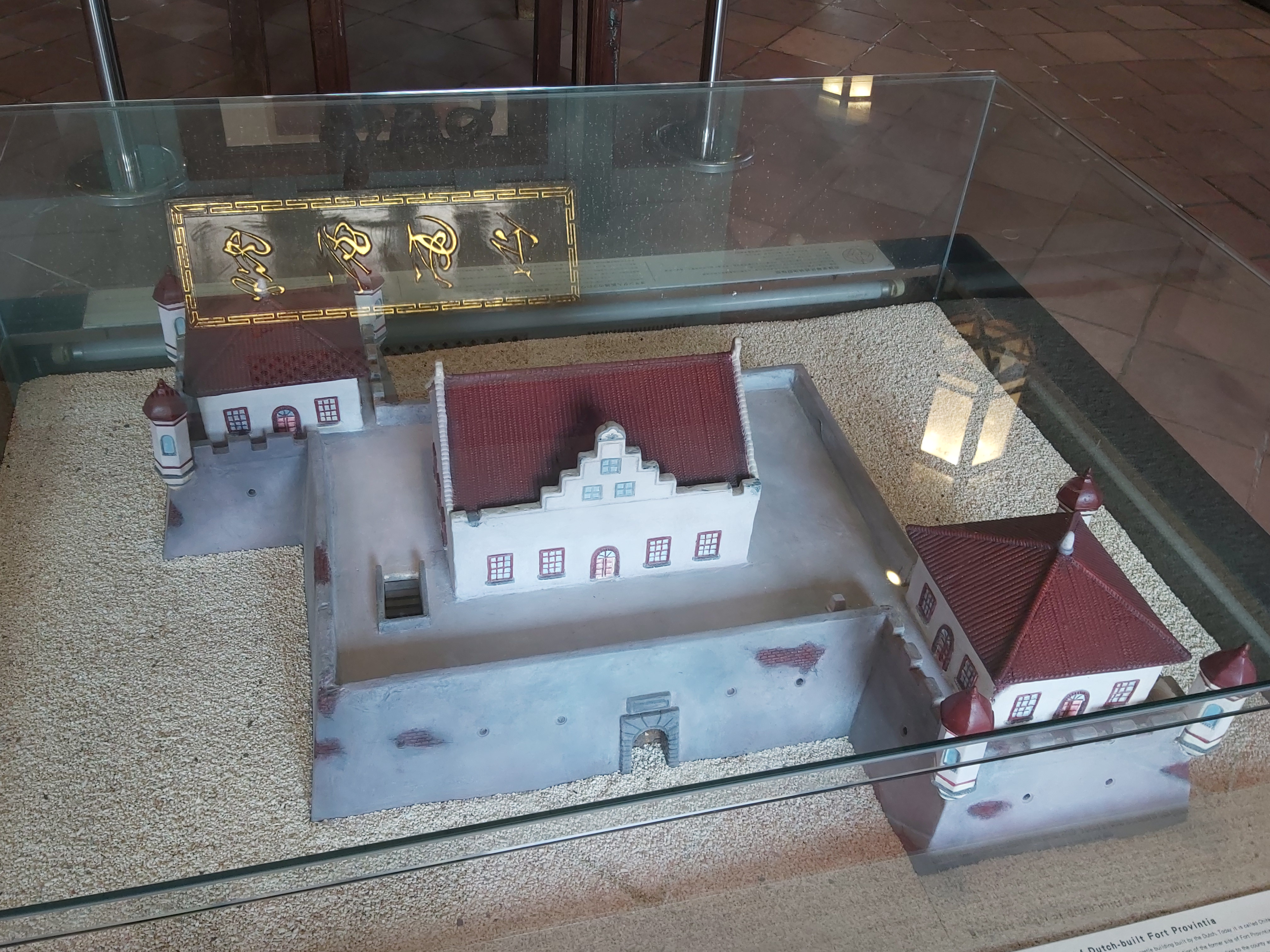
普羅民遮城模型

早期的臺南市西部是一片汪洋，稱之台江內海，內海西緣沙洲環繞，臺江東岸則是平原區，是平埔族新港社的領地。明代中葉。當時已有一些倭寇、海盜，為禍附近海域，中國東南沿海居民與臺灣原住民皆深受其騷擾，明朝廷幾次派兵討伐，與原住民有了接觸。1573年經明軍多年追剿為禍廣東沿海的海盜林道乾逃往南洋海外後，林鳳成為在閩廣猖獗為亂的海盜頭。1574年6月福建總兵胡守仁追征林鳳，林鳳與萬人海盜集團往東逃往澎湖，幾天後再逃往台灣魍港（今嘉義布袋），並前往赤崁一帶的新港社搶劫米糧，新港社與海盜激戰3天仍無法逐退海盜，漁夫劉以道前往聯絡總兵胡守仁，7月，派明軍150人與300位新港社戰士會合追剿，林鳳拋棄由新港搶來的米糧敗逃澎湖；11月，林鳳欲籌備潛回廣東，再來新港劫掠不成，轉往北邊劫掠麻豆社，遭到麻豆盟軍栖林（翁佳音認為可能為二林）等社圍攻，擊殺海盜500餘人死傷慘重，往南逃往馬尼拉，11月底逃出明軍與馬尼拉西班牙聯軍的圍攻，逃往澎湖；1575年9月，三度前來赤崁搶掠漁船近一個月後，動身前往廣東潮州，福建水師從北一路驅擊，12月，胡守仁追擊至淡水洋，擊沉海盜船二十餘艘，林鳳遠逃南洋；1579年在海南島出沒，遭明軍攻剿後逃往西番，不知去向。:165-168
閩粵一帶陸續有居民因為逃荒、漁業、商業等目的而移居到臺南，在大員貿易的漢人與日本海商在一鯤鯓、北線尾沙洲一帶逐漸形成聚落。赤崁一帶早在荷蘭人來到之前就有漢人與日本人聚集，明代張燮在《霏雲居續集》記載，明朝水師軍官趙秉鑑意圖謀反，他當時以台灣為根據地，並約在1617年於赤崁首次築城。

### 荷蘭統治時期

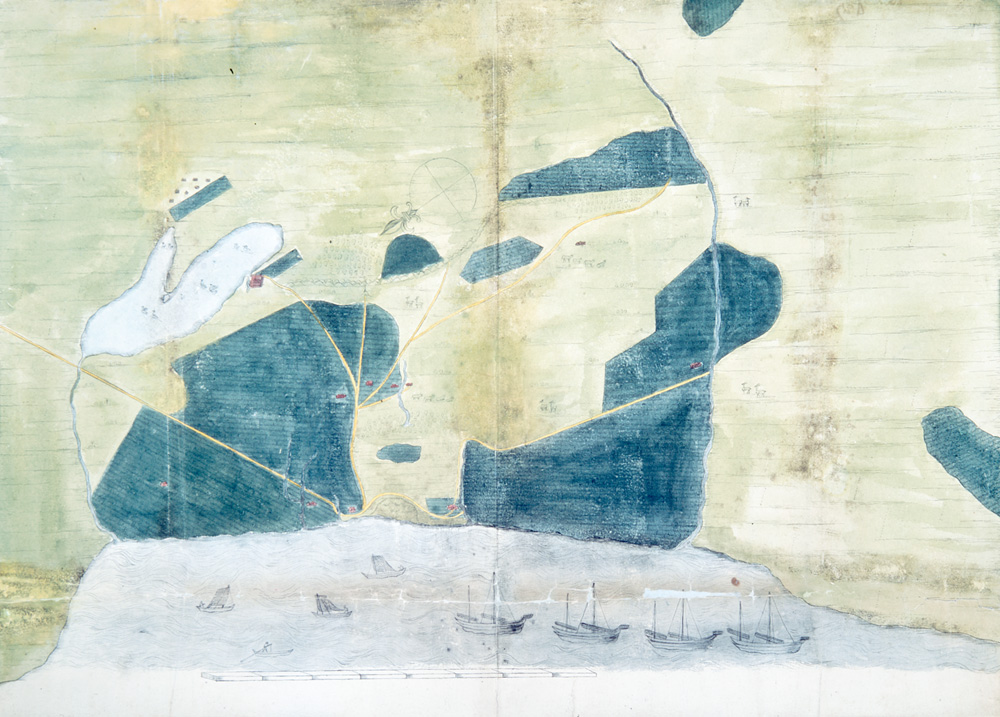
1644年的赤崁耕地圖

荷蘭為反抗西班牙的統治所進行的八十年戰爭，延伸到海外的對抗，1622年荷蘭東印度公司派遣指揮官雷爾生率領荷蘭、英國聯軍艦隊16艘艦艇與1000多人，攻擊葡萄牙控制的澳門戰敗，於是轉往澎湖，尋求與明國自由貿易與封鎖西班牙於馬尼拉貿易航線的據點。雷爾生招聘澎湖漁夫為嚮導，於7月底親自前往台灣各海岸探查，隨後議會仍決議在澎湖建立據點與堡壘，與明方展開談判，同時私掠往來與澳門、馬尼拉貿易的商船。1623年3月雷爾生特派商務官駐紮大員，10月派遣官兵於大員海灣入口南側的沙洲興建城砦。1624年初明軍拒絕公司停留澎湖，派出大軍包圍澎湖，至3月因澎湖荷軍只餘300多人、兵力單薄又遭明軍圍困，雷爾生於是在4月底下令在大員的100多人拆毀城砦返回澎湖增援。公司派遣宋克博士與援軍前來澎湖接替雷爾生的職務，搭乘熱蘭遮號於8月1日抵達澎湖，明軍包圍澎湖的兵力增加至萬人大軍，而荷軍只餘800多人，雙方持續交戰、海禁、私掠對當地居民經濟活動影響重大，於是在海商李旦的调停下，和明朝福建巡抚南居益达成协议，放棄其在澎湖的經營，拆毀澎湖堡壘，轉而登陸臺灣南部。
1624年8月底來到台灣的宋克博士，成為首任台灣長官，首先在4月底所拆毀的大員城砦原址，重建西式水岸堡壘，命名為奧蘭治城（荷蘭語：Fort Oranje），即為臺江西岸的一鯤鯓沙洲上（1627年改稱熱蘭遮城，今安平古堡）。稍後又在城堡東方旁邊，興築商館與興建了「臺灣市街」（於今安平延平街一帶），與城堡所臨海灣東方對岸的「赤崁市街」（今民權路）。前者因為歷史久遠，又曾是一條繁盛的商業街，故素有「臺灣第一街」之稱。至於後者，則是臺灣第一條有計畫興建的歐式街道。赤崁市街是宋克長官於1625年1月20日先向西拉雅族新港社以15匹花布購買位在赤崁（荷蘭語：Sakam）的土地，規劃了赤崁市街，台灣評議會決議命名為「普羅民遮」（荷蘭語：Provintia），為紀念尼德蘭七省聯省聯盟（Zeven Verenigde Provinciën der Nederlanden），並修築2座小型城砦、環繞市街的竹籬。公司開始將越來越多前來台灣貿易的日本人及漢人遷移至此。

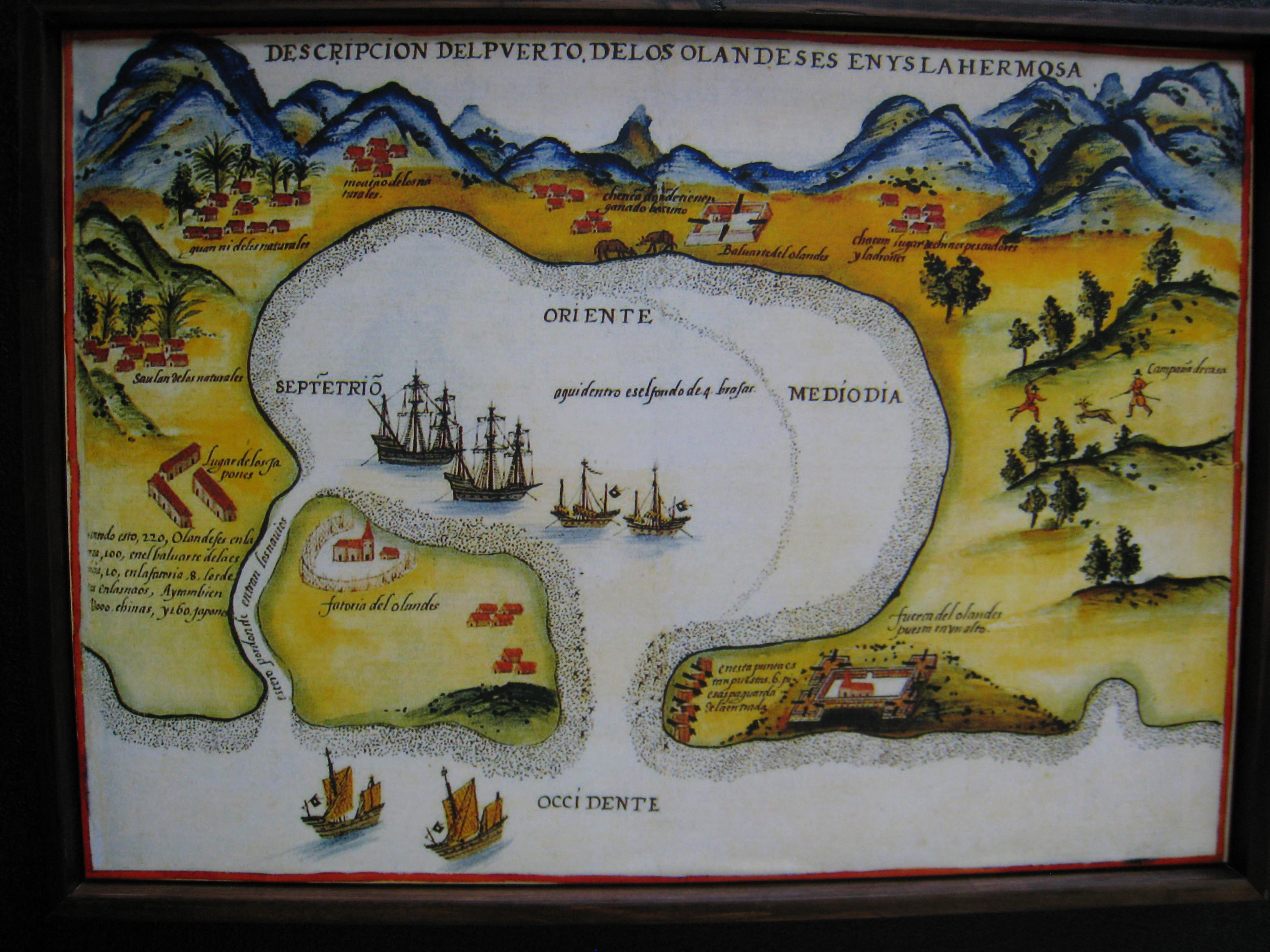
馬尼拉西班牙人 Pedro de Vera 依據1626年情報所繪製《艾爾摩沙島荷蘭人港口描述圖》（俗稱大員港圖）抄本

1622年3月，公司在澎湖期間，劫掠往來與澳門、馬尼拉間貿易的商船，澳門人迪亞茲（Salvador Diaz，一譯為黎華鐸，父閩南人、母菲律賓人）被公司虜獲，拘留在澎湖2年、台灣2年，其間擔任公司漳浦語通譯，1626年4月16日逃回澳門，將其在台見聞報告給澳門葡萄牙當局，並轉傳給馬尼拉的西班牙人，依其口述〈報告〉由  所繪製的地圖（福爾摩沙島上荷蘭人之港口描述，俗稱大員港圖），此地圖在大員東側對岸赤崁，有畫出荷蘭的小型城砦四面各有巨砲一門，其南鄰標註有「赤崁漢人漁民與盜賊的聚落（西班牙語：Chacam lugar de chinos pescadores y ladrones）」，其他在大員畫有四個稜堡各有四門巨砲的城堡，城堡北側有六門巨砲對準海灣入口，入口北側北線尾有荷蘭商館，更北邊鹿耳門水道北側，台江海灣由北到東依序畫有日本人聚落（Lugar de los Japones）、蕭壠（Saulan）、灣裏（Guanni）、麻豆（Moatao）、飼有牛群的新港（Chenca）等村社。西班牙由馬尼拉派出秘密艦隊5月佔領雞籠，另兩次進攻大員的遠洋艦隊，遇風暴而潰散。
1626年夏天，赤崁遭受大火、爆發天花瘟疫大流行，市民死亡眾多，赤崁幾成廢墟。1629年發生麻豆社事件，公司在赤崁的房舍遭摧毀。1640年代，因中國戰亂、飢荒，移居來台漢人漸增，後來市容才漸漸恢復舊觀。:22-28頁註腳
1648年公司的福爾摩沙議會決議，把當地固有地名赤崁改成荷蘭式地名荷恩（Hoorn），並在口頭上與書面上都要使用荷恩取代赤崁。5月10日被巴達維亞總督回信駁回，認為此地在故首任長官宋克任內已取名普羅民遮，毋需另創新名，赤崁更名為荷恩只幾個月即被總督撤銷。:338-339頁,註274
荷蘭人在臺灣島上的統治，由於委託承包商代為收稅，對從中國大陸引進漢人農工的百般苛徵、限制，中國沿海連年鄭、清交戰，海疆封鎖、台灣進出口貿易停滯、經濟衰退，終於招致漢人不滿，引爆1652年的郭懷一事件。該起義事件雖然最後被弭平，但荷蘭人為了防止類似事件再發生，遂在1653年於赤崁市街北方建造了赤崁省的省城城塞——普羅民遮城，最終於1655年完工，臺灣人則稱該城為赤崁樓或紅毛樓。現代台灣史學者翁佳音、許雪姬等人提倡，舊譯赤崁省的首府為普羅民遮是不洽當的，因普羅民遮即行省之意，其正式名稱應改譯為赤崁省或赤崁城。荷蘭文獻記載「普羅民遮」之名是為了紀念尼德蘭七省聯盟:117。

### 鄭氏時期
1661年4月，鄭成功在任職荷蘭通事之何斌的引導下，通過鹿耳門港道，越渡臺江內海，首先攻下普羅民遮城。5月底鄭軍圍攻台灣城（熱蘭遮城）大敗，死傷慘重，鄭氏將赤崁定為東都明京，於普羅民遮城設承天府衙門，並頒佈諭告：「東都明京，開國立家，可為萬世不拔基業」，設一府二縣，並以故鄉安平為名，「改台灣（大員）為安平鎮」。:五月初二,十八經過9個月的圍困後，鄭成功再攻下熱蘭遮城，結束了荷蘭東印度公司在臺灣38年的經營。
隨後，鄭成功將已改名安平城的熱蘭遮城，做為延平王府邸，人稱「延平王城」或「王城」；已改名承天府衙門的原普羅民遮城，則做為全島公家最高行政機構，俗謂赤崁樓（赤嵌樓）。然而不到半年，鄭成功即病逝。其世子鄭經自廈門起兵返臺，打敗了其叔父鄭世襲而即位，在1664年廢東都，改稱東寧。承天府裁廢後，赤崁樓便成為儲藏火藥的場所，並將二縣升格為二州。

### 清代時期

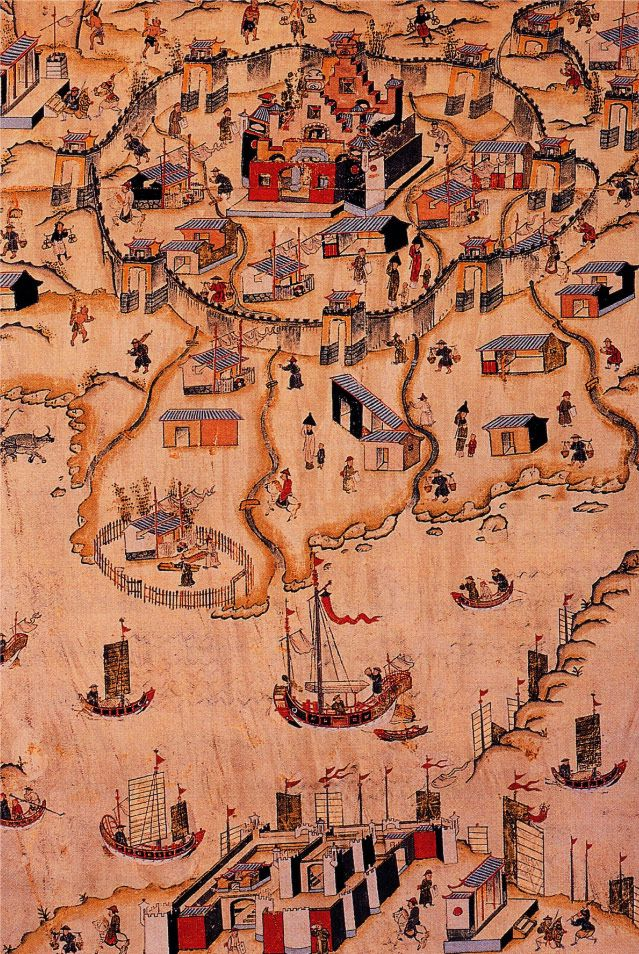
19世紀的台南地圖，圖中可見赤嵌樓

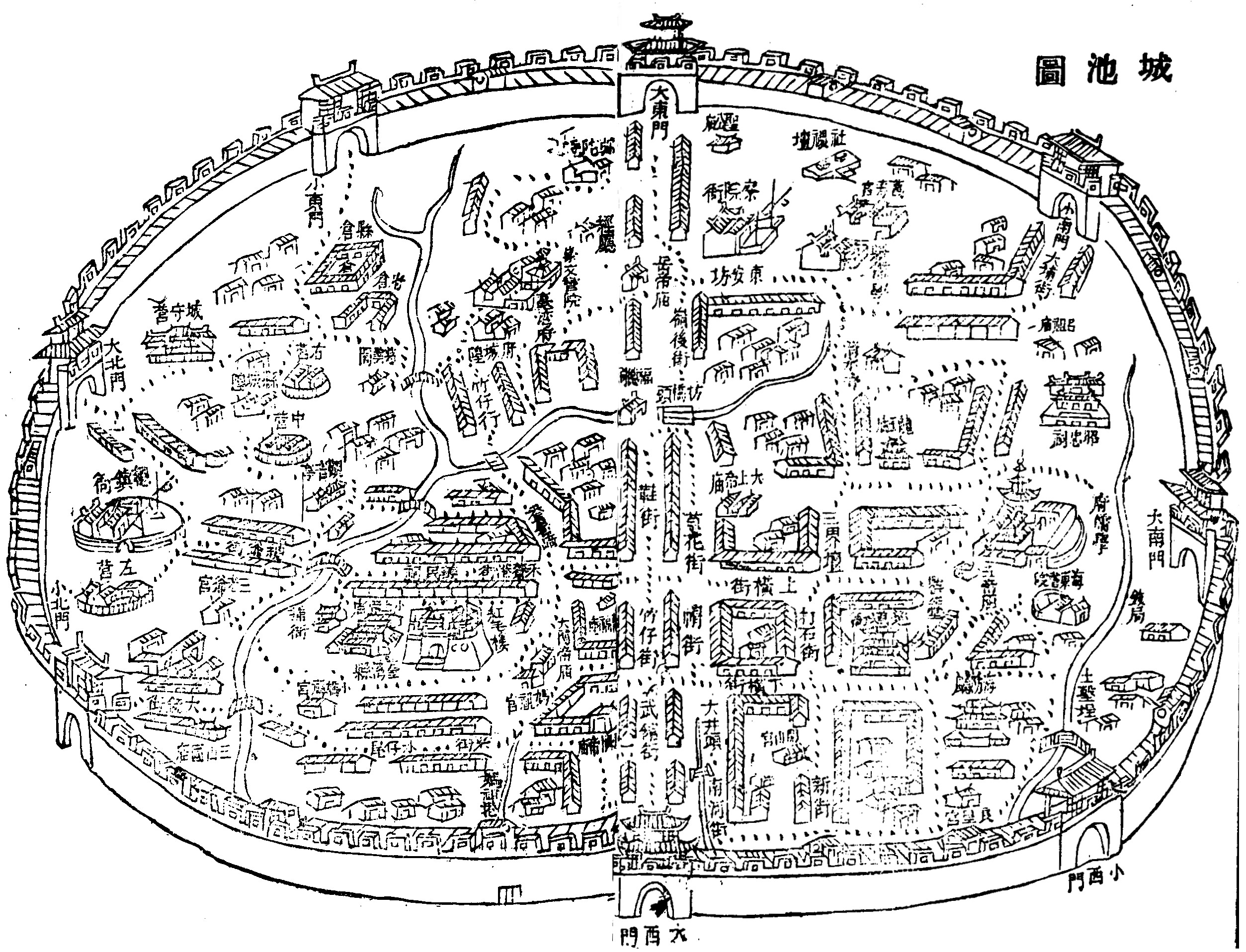
1807年臺灣縣城池圖，左下角可見標示為紅毛樓的赤嵌樓

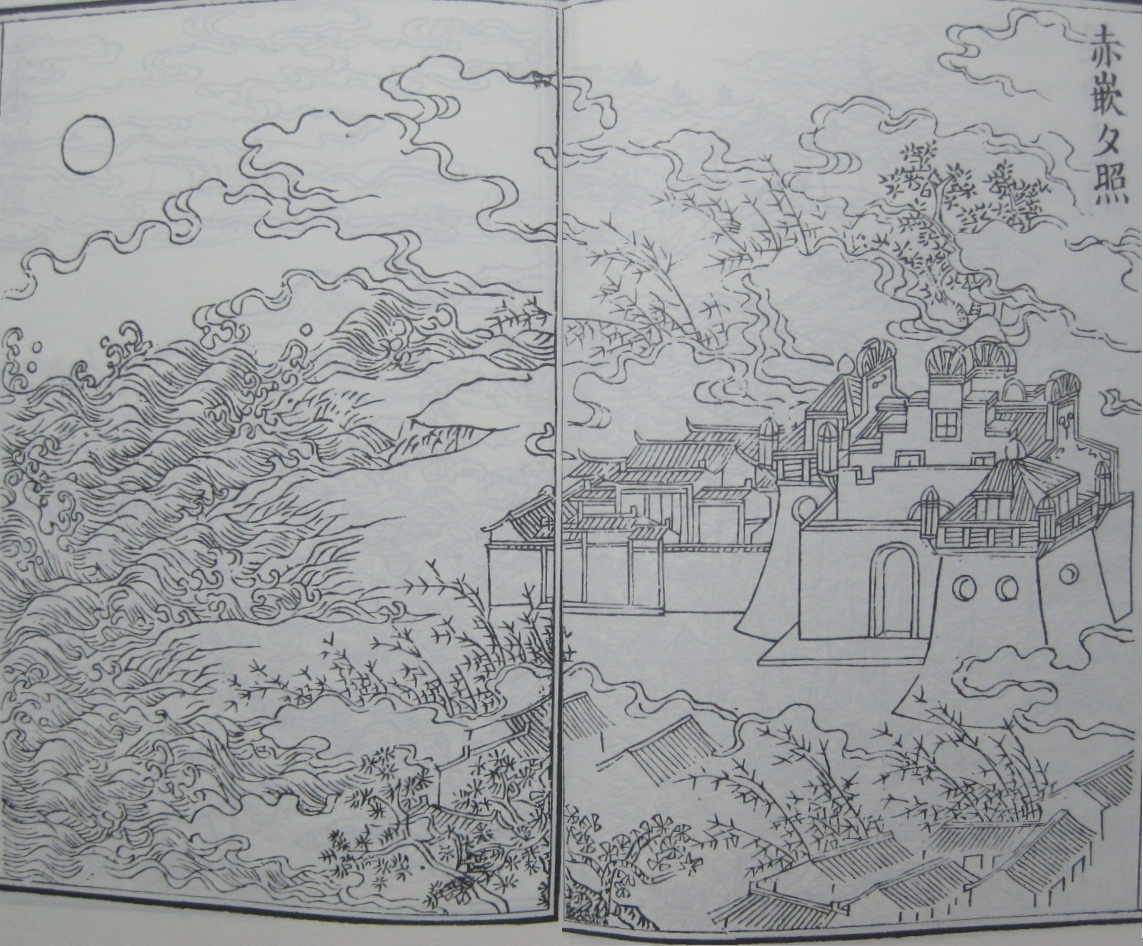
臺邑八景，赤嵌夕照

1721年，朱一貴起義反清，赤嵌樓的鐵鑄門額被拆去鎔鑄武器。以後再加上人為的殘損，颱風飄蝕、地震顛搖，到後來，赤嵌樓只餘下四周的頹兀城牆，呈現一片淒清荒涼的景象。
1750年（乾隆15年）臺灣縣知縣盧鼎梅將縣署移建於赤嵌樓右側，加以修護管理，並定時開放供人參觀，而有府城八景之一「赤嵌夕照」的美名。
同治初年，供奉觀音佛祖的信徒在赤嵌樓境內建造大士殿。1886年知縣沈受謙在赤嵌樓的原址上建造了海神廟、文昌閣、五子祠三座樓閣，並為振興文教而興建蓬壺書院，而因中法戰爭遭拆毀的大士殿亦重建，並立下「大士殿捐題修理建醮芳名碑」，此碑後來成為臺灣罕見的雙面碑。大士殿、蓬壺書院、海神廟、文昌閣、五子祠，這五座建築物，巍峨高聳，為破落的赤嵌樓址平添了壯偉氣派。

### 日治時期
日治時期，日本人以海神廟、文昌閣和五子祠當做陸軍衛戍病院和臺南師範學校學寮，同時將海神廟及文昌閣上層改為日式裝修。1911年，五子祠因颱風而倒塌。1918年，赤嵌樓被作為日語學校分校，並由許全負責修建文昌閣及海神廟，並在1921年再次修築赤嵌樓。
1935年12月5日，依照〈史蹟名勝天然紀念物保存法〉，赤嵌樓以普羅民遮城（プロビンシャ城址）之名被臺灣總督府指定為第一類史蹟，並編列古井浚渫費700圓，挖掘文昌閣及海神廟間的「赤嵌樓井」（亦名荷蘭井），府城文獻學專家盧嘉興親自乘坐竹籠下降到井底勘查，證實為荷蘭人所築。
1942年，台南市役所將大士殿、五子祠完全拆除，蓬壺書院僅留門廳。台南市長羽鳥又男有感於赤嵌樓腐朽不堪，在戰時物資缺乏的情形下，說服軍方協助調配，爭取海神廟及文昌閣的修復。修復工程始自1943年3月1日，完工於1944年12月20日，耗資6萬5000日圓，由盧嘉興負責設計及修復，並挖掘遺址，發現了普羅民遮城的舊堡門，以及東北角五子祠原址下的普羅民遮城殘蹟，另原本計畫重建五子祠，但因預算不足以致不能付諸實施。修復工程找了台南市寺廟建築名匠，木匠林籬、張鈍、泥水匠洪華、葉鬃師徒二人、以及王海碇兄弟等人，台南市役所另聘三位赤嵌樓修復工程顧問，分別是總督府營繕課長大倉三郎技師指導、經其派而常駐台南領導本工程的千千岩助太郎，以及臺灣史蹟保存委員會之史蹟研究專家，總督府圖書館長山中樵。此外油漆色彩有臺灣美術專家，臺南工業專門學校講師顏水龍之指導。
1944年12月20日葺修工作竣工，翌年元旦前往參觀者的市民據說達八百餘人之多。而原本預定1月3日在修復後之兩樓閣舉行獻納畫展，慶祝其落成。但遇盟軍空襲警報而中止。1945年1月，由於二戰使臺南市歷史館停止營運，有部分史料移到赤嵌樓境內的蓬壺書院。
原先赤嵌樓緊臨民宅，出入口設於今赤崁街側。二次大戰時期，總督府以防空為由，拆除民宅，闢建臺町地內1888坪的防空空地（疏開空地）

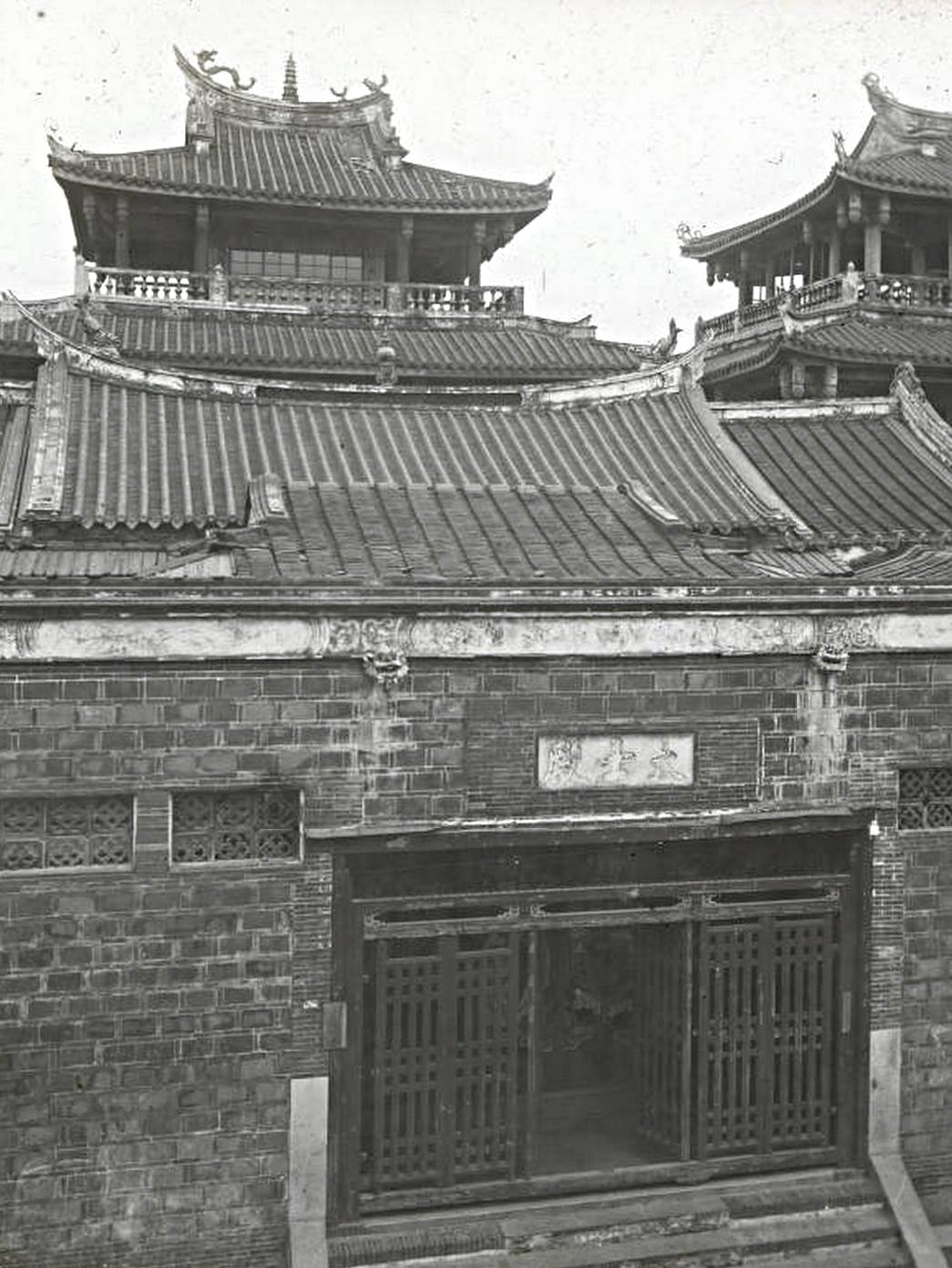
(前)大士殿的原貌。
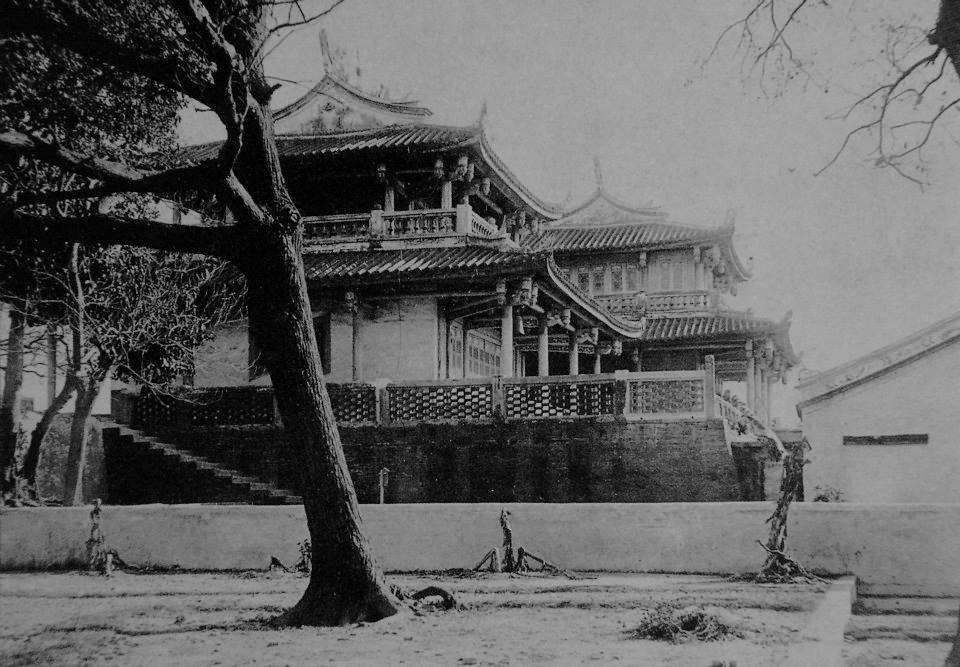
日治時期的赤崁樓攝影。
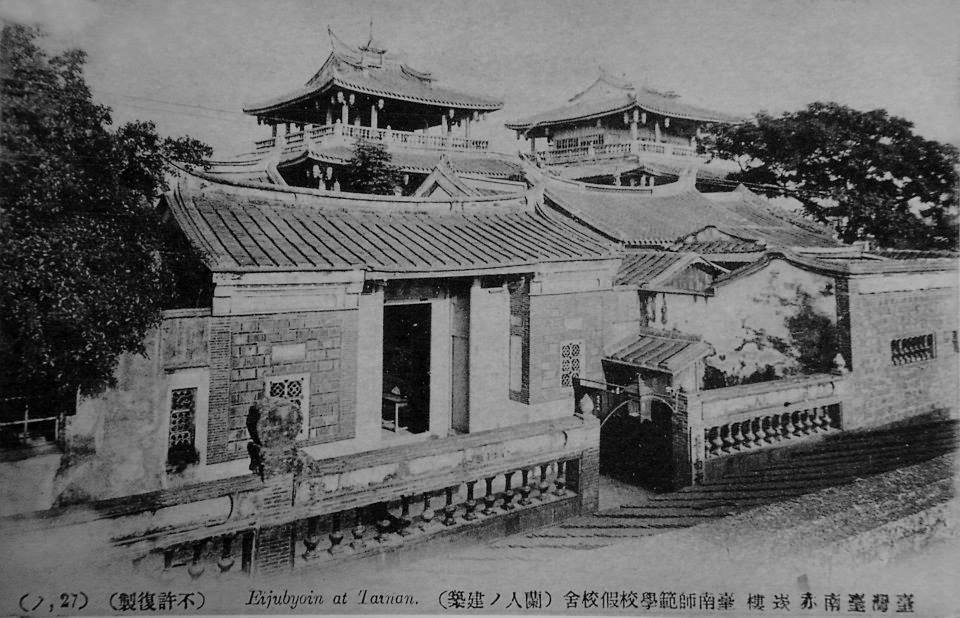
日治時期的赤崁樓攝影。

### 戰後至今
1945年8月15日日本投降後，由於臺南市歷史館在臺南大空襲中遭炸毀，為維護歷史館剩餘史料，職員石暘睢搬進蓬壺書院內一間陋房，號之為「思無邪齋」。同年10月25日臺南市政府成立後，石暘睢成為「臺南市立歷史館」管理員，而由於原歷史館館舍已毀，遂在隔年以赤崁樓為歷史館館舍，在5月1日時開放展覽。
戰後，原本防空地一度成為攤販聚集地，隨後由市政府整頓環境後，將出入口改至防空空地側，即今民族路的售票處與廣場。而赤崁樓著名的地標：9塊贔屭碑，是在1960年由大南門遷來。之後赤崁樓庭院中又陸續聚集了二十多塊古碑，規模略遜南門公園碑林，故有「小碑林」之稱。
1965年，赤嵌樓大規模整修，由成功大學教授賀陳詞主持，將海神廟及文昌閣的主要木架構以鋼筋混凝土重建，並闢建庭園。1975年，為台南市觀光年，由梁瑞庭建築師主持整修。1982年12月28日，中華民國內政部公告第一批15座一級古蹟名單，赤崁樓名列其中。隨後於1992年由成功大學教授孫全文主持研究及修復計畫。最終於1997年5月《文化資產保存法》修法後，不再區分為一至三級古蹟，而採用國定、直轄市定、縣市定三級。赤崁樓改為國定古蹟。
2000年，臺南市政府將原有臺南府城十字大街至西門舊城與成功路之範圍劃設為「赤崁文化園區」，赤崁樓則作為主要基地區域。後在2016年推出赤崁文化園區再造歷史現場計畫，但隨著工程大量遺構出土，工程也因此延宕停擺，後依文史工作者建議變更計畫，決議不蓋博物館、並將遺構回填覆蓋等情況。
2022年，因赤崁樓建築本體裂化損壞，設備老舊，臺南市政府因而進行修復工程，預定2024年10月完工。

## 「嵌」「崁」之爭

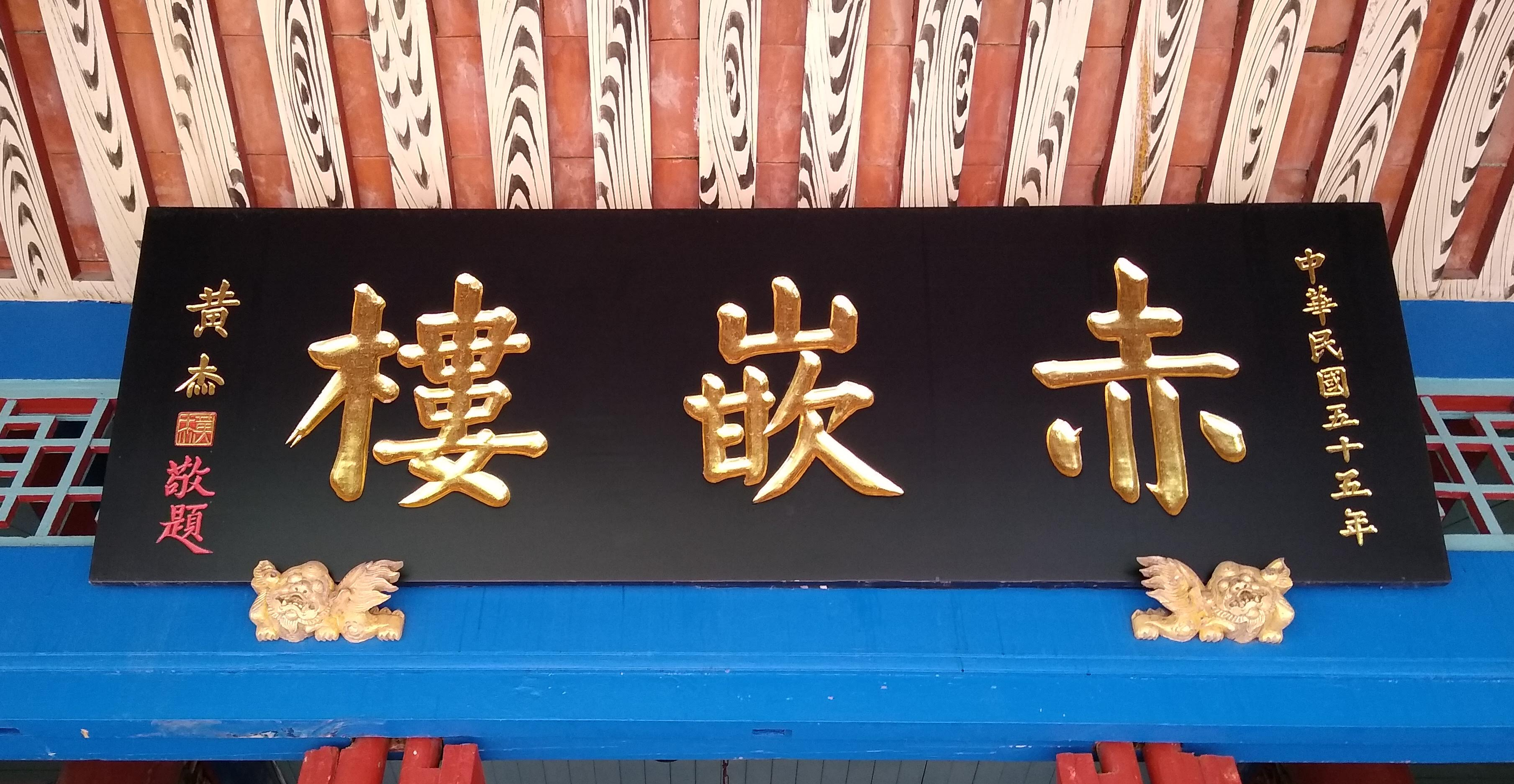
赤嵌樓（1966年黃杰題）

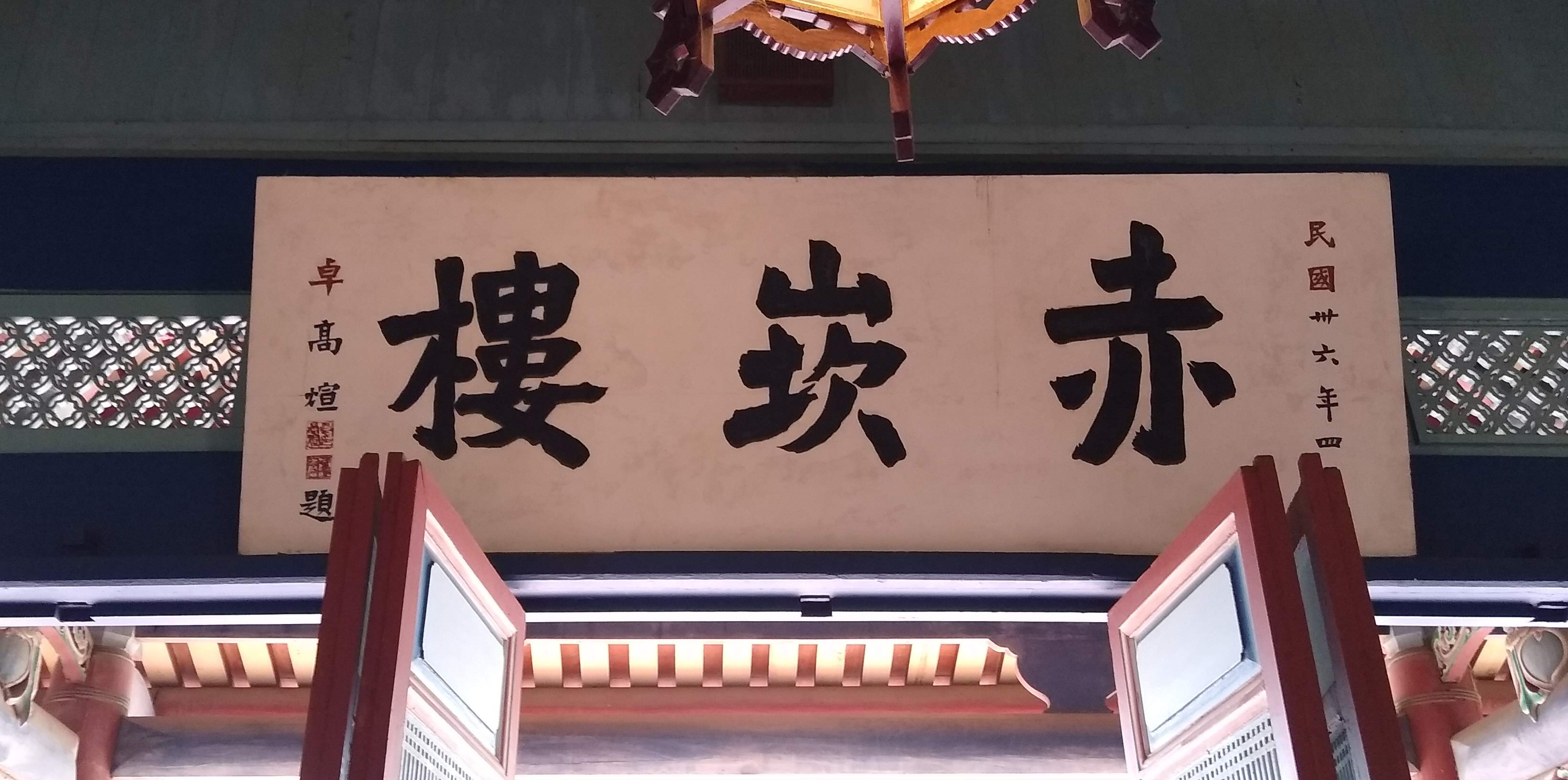
赤崁樓（1947年卓高煊題）

有關赤崁樓的漢文名稱，明代16世紀後期鄭舜功《日本一鑑》、《順風相送》等海道航線針路手冊有多處「赤坎山」、「赤坎嶼」的記載，福建經小琉球往大琉球國，針路中途記有「赤坎嶼」，此嶼與17世紀的赤崁樓應無關。鄭氏時1664年的地圖《永曆十八年台灣軍備圖》標示為「赤磡城」。:頁10(圖2)江樹生譯註的《梅氏日記》後附篇〈普羅岷西亞城大事記〉中，認為鄭氏時的文獻多記為「赤崁城」，如楊英的《從征實錄》。到了清治時的文獻，推定1691–1704年調製的《台灣地里圖》在府城與鳳山間標示「赤崁山」；推定1697–1722年調製的《艾渾、羅剎、台灣、蒙古軍備圖》，在台灣的圖幅記為「赤坎城」；《台灣府志》蔣志改寫為「赤嵌城」；至1750年魯鼎梅任知縣之後改寫為「赤嵌樓」，:79如1787年爆發林爽文事件，清廷派兵鎮壓平定後，乾隆自誇為十全武功之一，撰寫《欽定平定台灣紀畧》即記為赤嵌樓；1807年《續修臺灣縣志》記述為赤墈，台語墈為水涯高處，訛作嵌，而台灣磚瓦皆赤色，朝曦夕照，故稱赤嵌，伊能嘉矩認為此說為附會，其為荷蘭人所拼寫西拉雅語的音譯。:379-3801879年《台灣輿圖並說》在鹿堵社、簡仔務社附近，以及埔里西北方等處有「赤崁」的標示。日治時至戰後1970年代記為「赤崁樓」。
是「赤嵌」還是「赤崁」各有擁護者，文史界也存在兩種聲音，一直是文史界爭論的話題。
1965年，臺灣省政府主席黃杰題字「赤嵌樓」時，有人提出異議應為「赤崁樓」。有學者認為，明清史書均作赤「嵌」樓，是由平埔語的地名（Saccam）音譯而定，「崁」字並非典雅正字，「嵌」字才是正寫，康熙字典亦只收錄「嵌」。而後官方採納學者意見，官方文書及民間刊物自此均用赤「嵌」樓:115。然而經查臺南市議會議事錄，在1983年、1999年仍有使用赤「崁」樓的例子。
有謂「2003年時，本土文史人士以「『崁』字較有本土意涵」建議臺南市政府將赤嵌樓、赤嵌街、赤嵌里改用「崁」字，正值市府推行本土化政策，而後臺南市官方文書改用「赤崁樓」」，並稱「引發文史界反彈」的資料。:116-117。而台南市文獻委員會鄭道聰委員意見：政權隨時在輪替，今日強以「赤崁」為主流；不出幾年，還是有名義改為「赤嵌」。曾任台南市政府文獻委員會顧問謝碧連為此費時、費心考據，主張應用崁而非嵌。台南市長許添財於市政會議裁示：舊有的里名仍保留「赤嵌」，新的交通路標、公文書寫則一律改為「赤崁」。
台南市文獻委員會於2003年3月12日以10票比4票表決，議決市府公文一律將「赤嵌樓」寫法改成為「赤崁樓」。
據教育部《異體字字典》，「嵌」字發音如「千」、「欠」，只有特用在「赤嵌」之孤義詞中才發音為「坎」，亦做「赤崁」；「崁」字普遍在各地的台語地名中使用。而「崁」和「嵌」兩字的本意山崖、洞穴、深谷、填入空隙等，均與在海邊的赤崁無關。
2012年12月12日教育部公布《國語一字多音審訂表》審訂成果初稿，規範「嵌」字讀為「ㄑㄧㄢ」，「ㄑㄧㄢˋ」併讀為「ㄑㄧㄢ」，而特用在「赤嵌樓」一詞時方讀為「ㄎㄢˇ」（限讀）。此表只有規範讀音，並未規範「赤嵌樓」可以或不可以寫做「崁」。

## 設施
現今的赤崁樓主體，是由海神廟、文昌閣、蓬壺書院、普羅民遮城殘蹟（入口遺構、臺基、稜堡遺構）等歷史遺跡所構成。其中海神廟位於南面，文昌閣位於北面，二者為中式閣樓，屋頂均為重檐歇山式。上下屋簷間夾有一層迴廊與屋身。屋尾端設有「鯉魚翻躍」的藻飾，兩棟主體建物間設有半月形古井，為荷蘭時期就已開闢築，廣場外部設有「鄭成功議和圖」雕塑。

### 海神廟

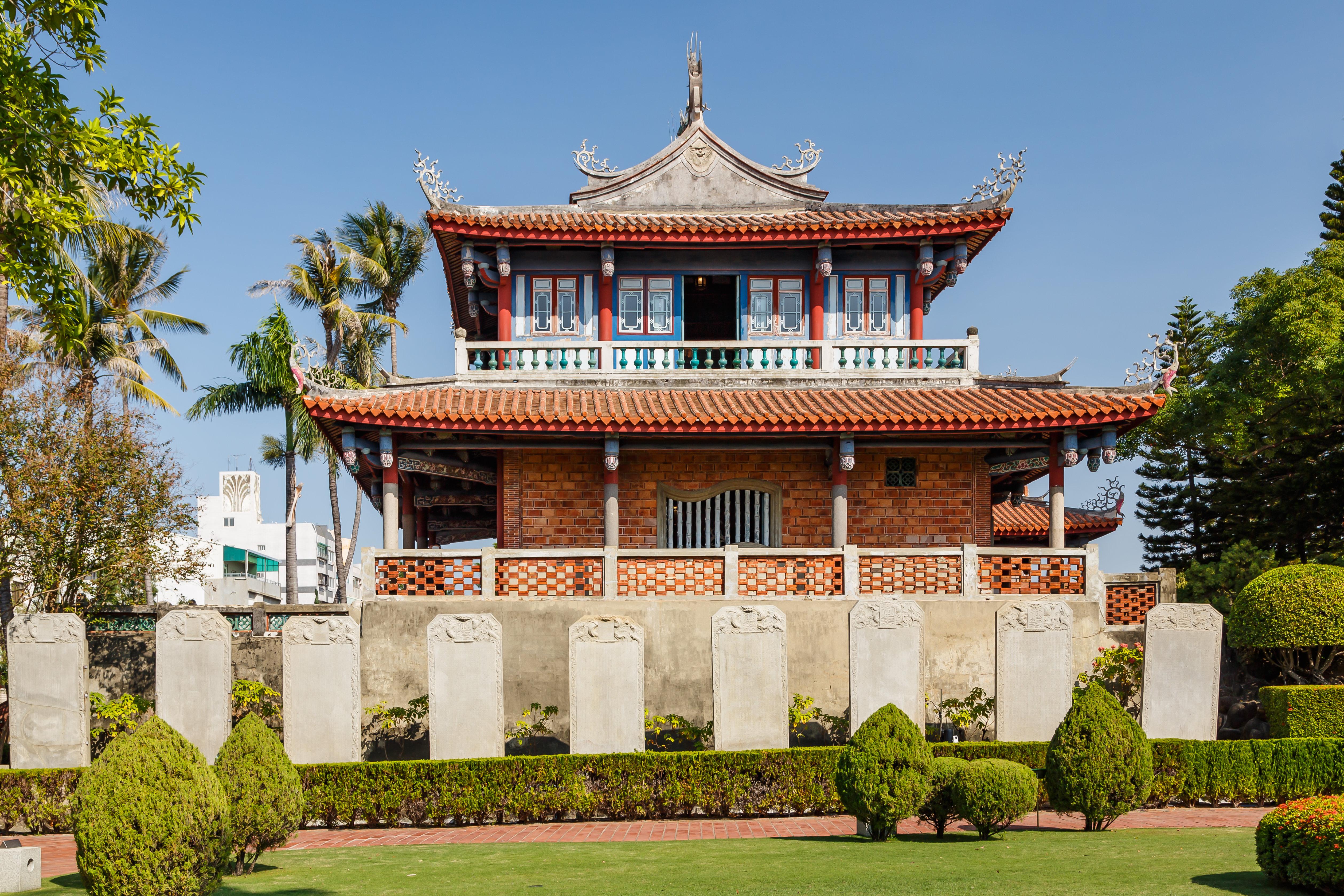
海神廟今貌
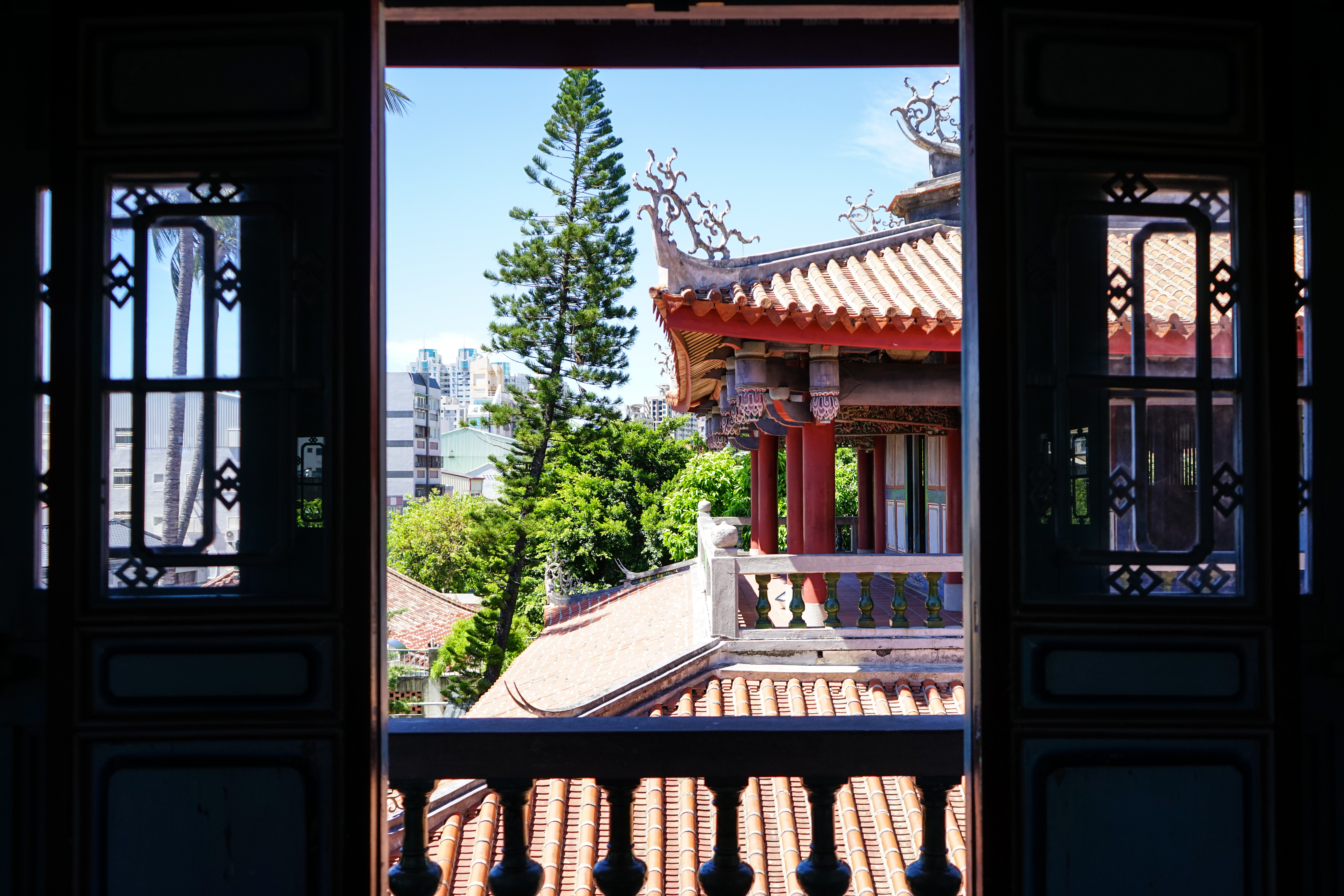
海神廟二樓內部，外部建築為文昌閣
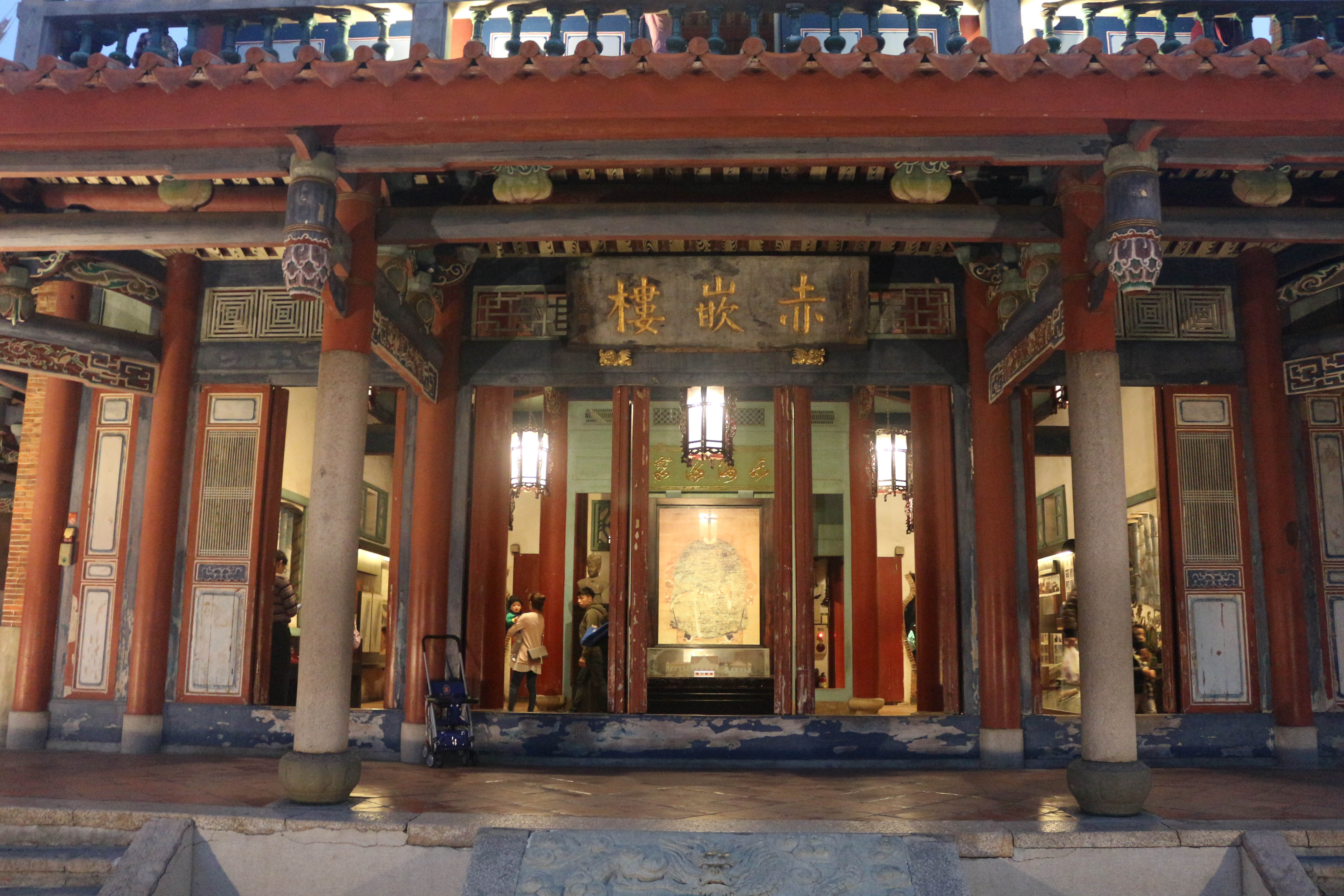
海神廟入口
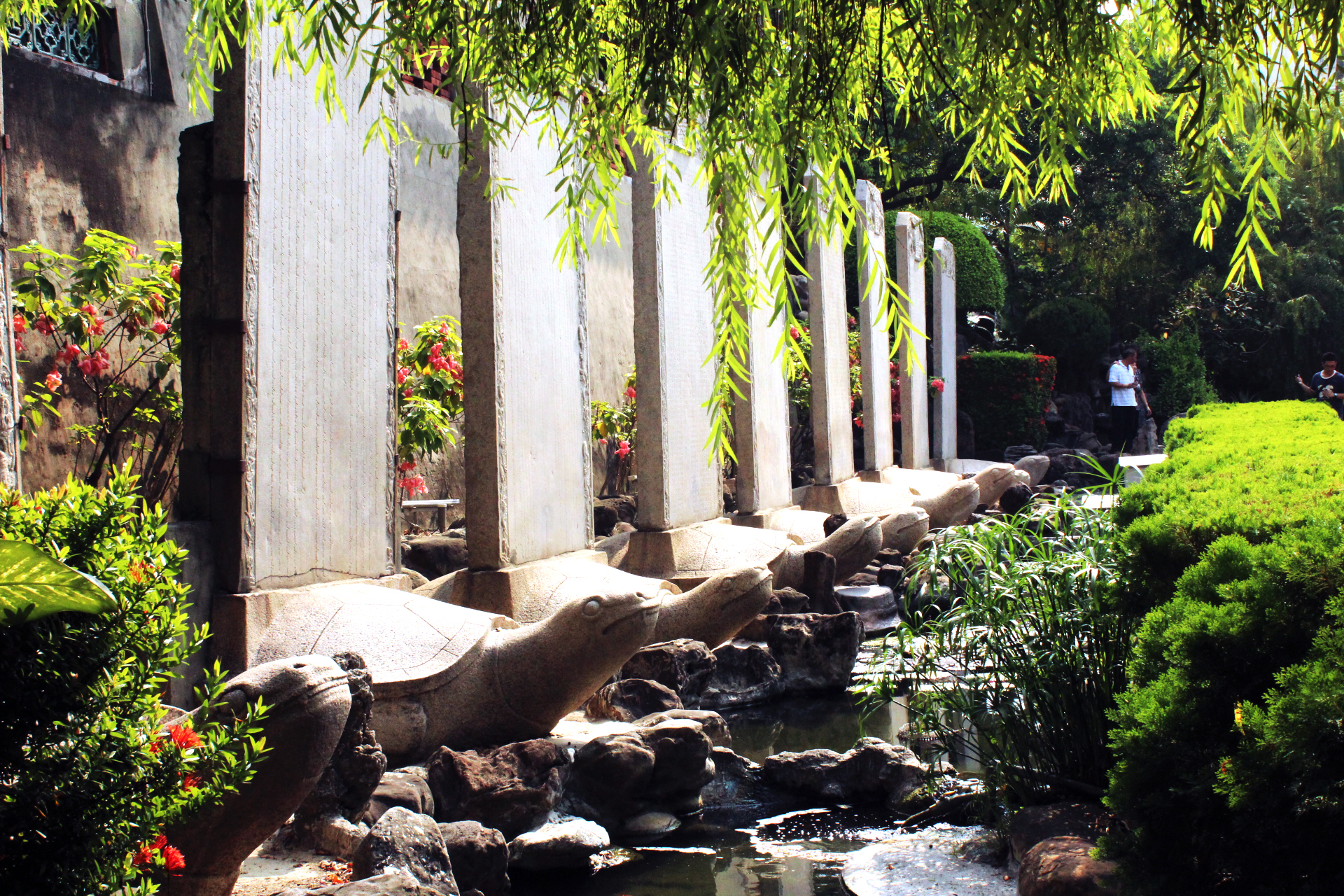
贔屭龜趺御碑

海神廟為光緒五年（1879年）所建造，過去曾作為供奉四海龍王與媽祖使用，建築前設有御路凸顯其建築地位，海神廟現已無祭拜用處並作為文物陳列館使用，內部陳列赤崁樓相關文史資料，二樓則陳列潘麗水所繪製的四海龍王圖像、古代船隻模型、台江滄海圖、及沈葆楨《安平海神請加封號折》，建築左側步道則留存數十塊石器，其中	技勇石過去曾是考選武生的舉重器具。
　

#### 清乾隆漢滿文御碑
海神廟旁約展示約九座贔屭龜趺御碑，是1786年乾隆晚年平定林爽文事件，清朝政府把福康安將軍平定過程刻成十塊長方形石碑，取「石全石美」之意，四面碑文以漢文撰寫、四面以滿文撰寫，兩面漢滿並用。
最初，九座龜趺御碑立於今南門路附近的福康安生祠，1935年日方移往大南門甕城，1960年後移到海神廟下安置，近年因長年放置户外，恐有風化損壞之虞，文化局開始評估真品移地保留，移置室內展示的可行性。
第十座贔屭「清高宗敕建福康安等功臣生祠碑記」底座過去在運抵臺灣府城時不慎掉入港內，後以砂岩仿造的底座，並將該御碑分贈給諸羅（嘉義），即福康安紀功碑，真正的贔屭像直到1911年才被發現，後以白蓮聖母的名義供奉在南廠保安宮內。

### 文昌閣

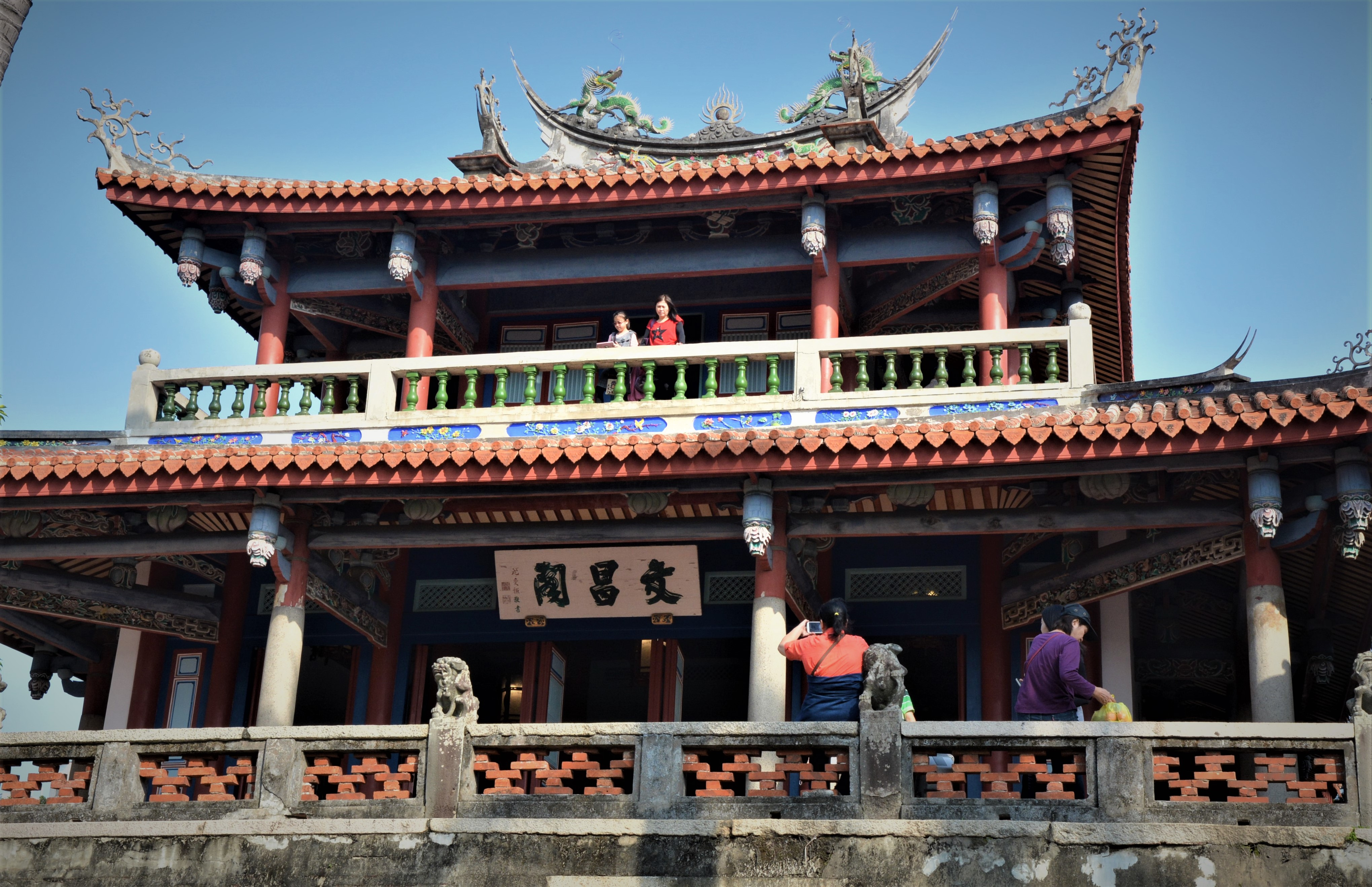
文昌閣今貌
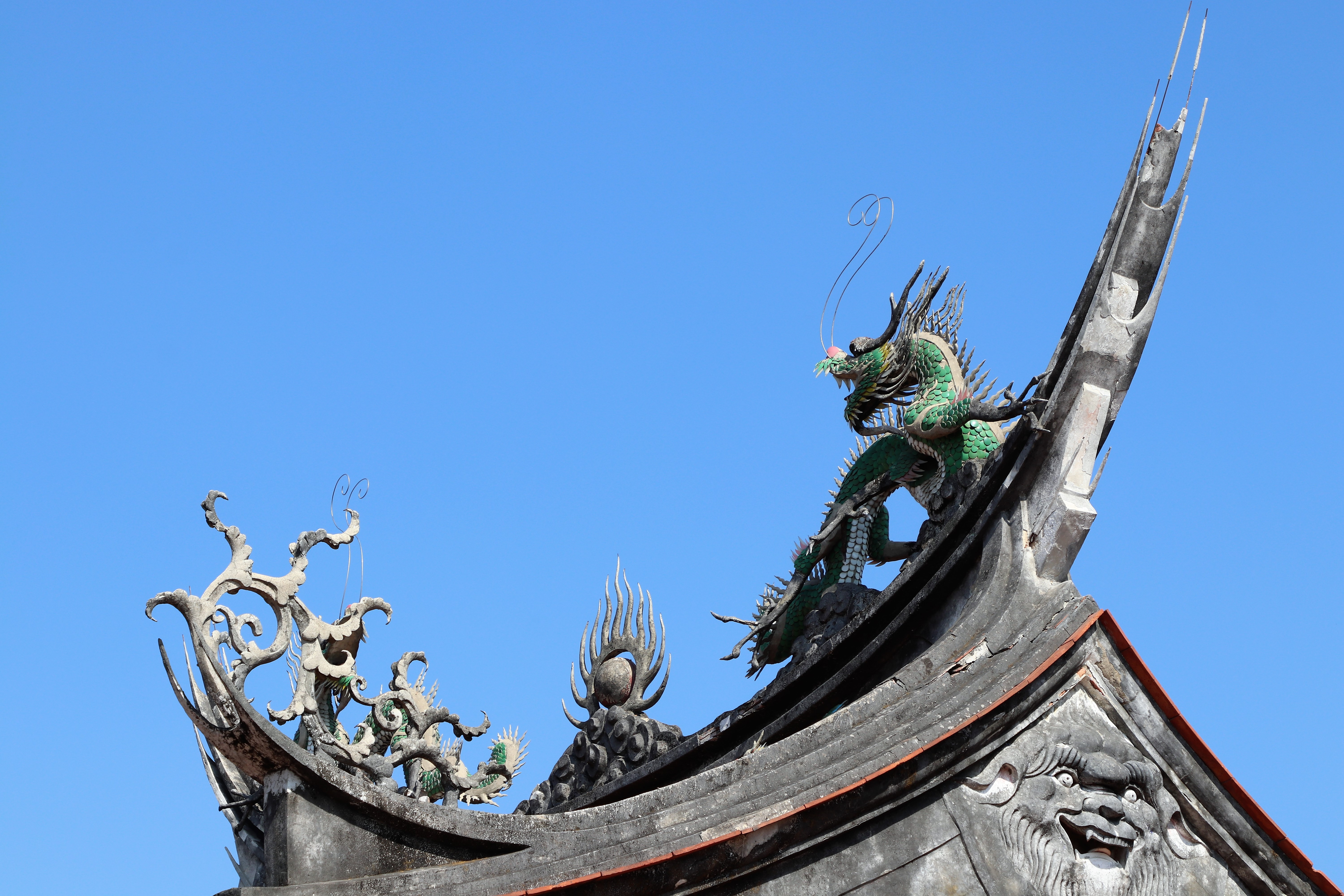
文昌閣燕尾脊
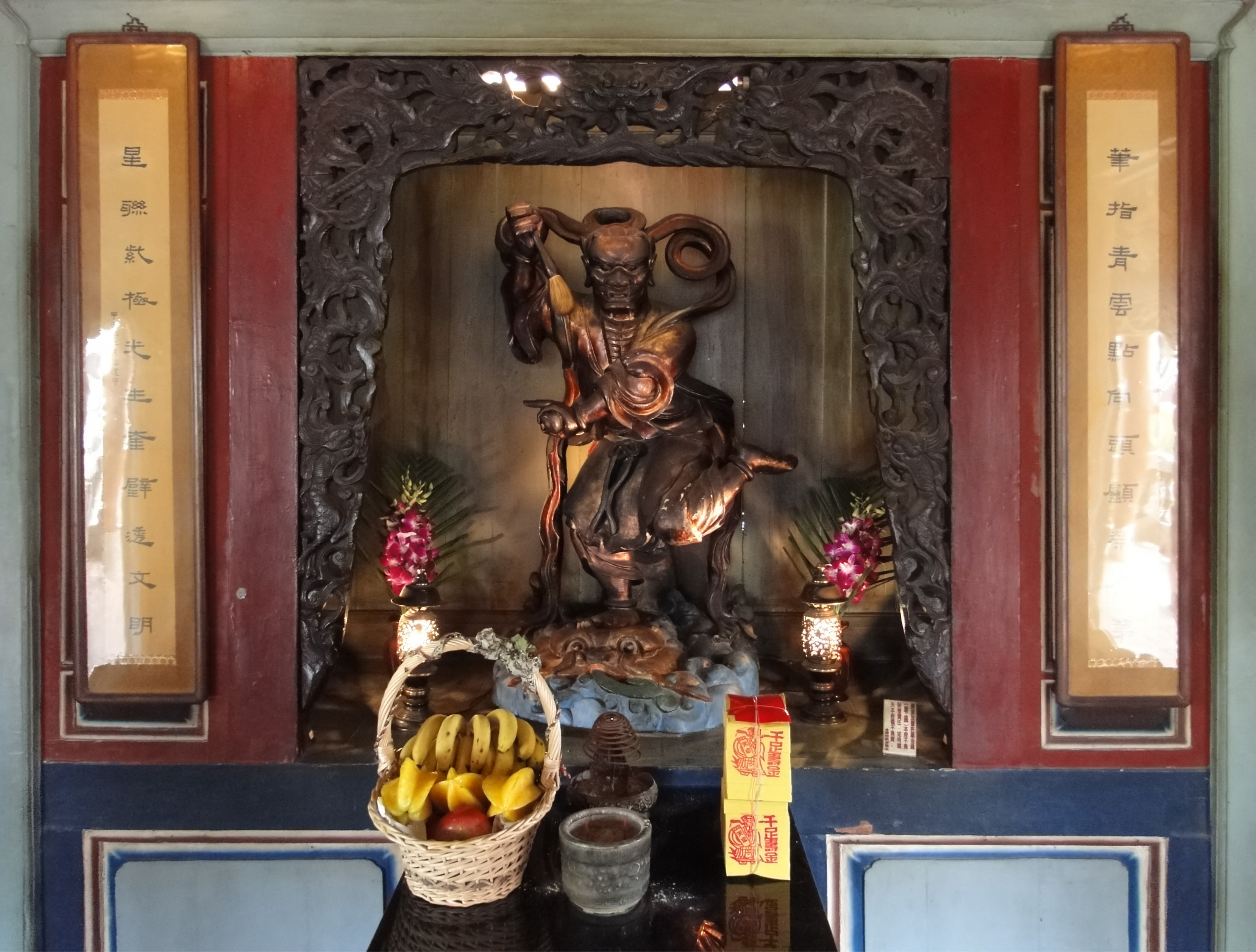
文昌閣內的魁星塑像
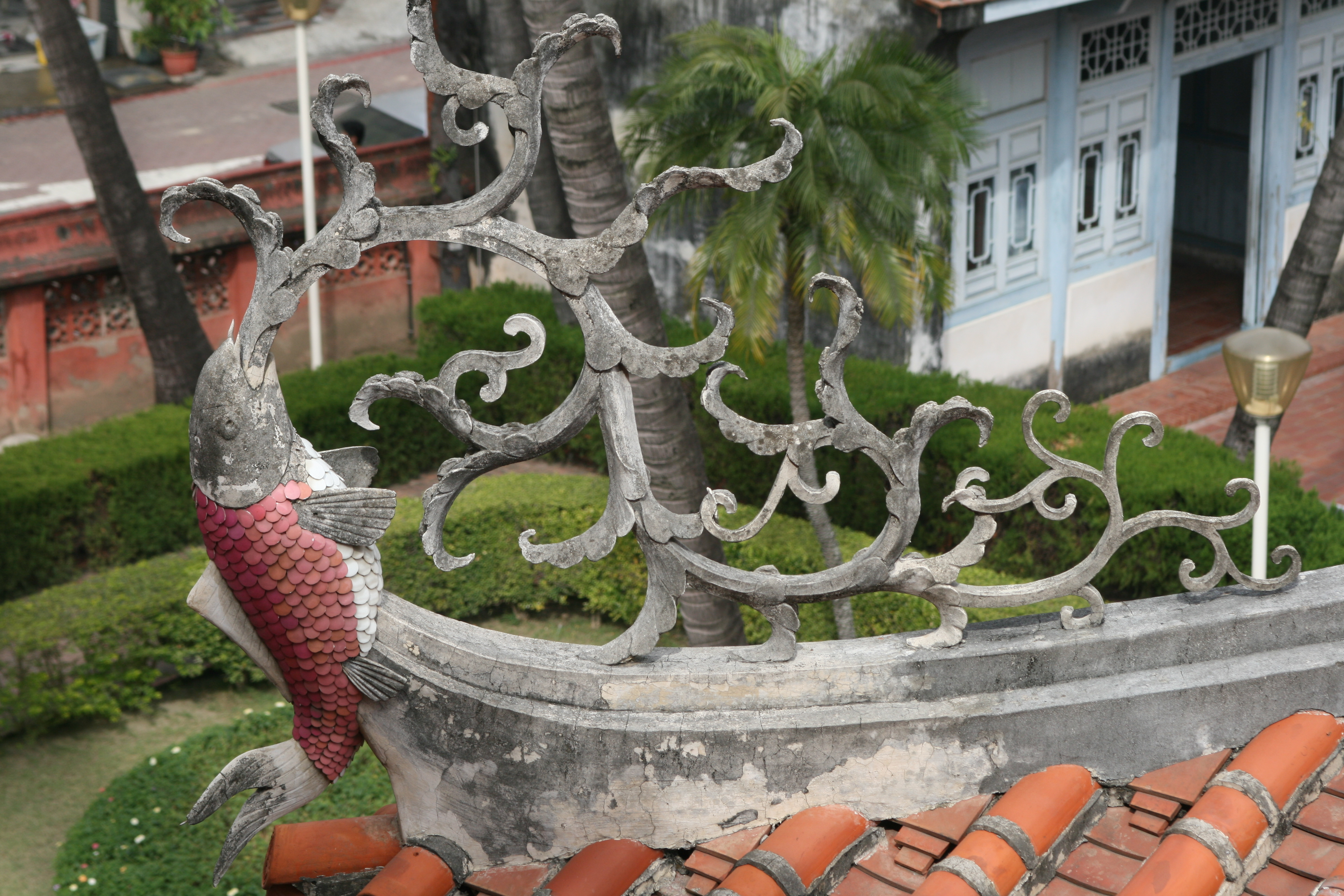
海神廟屋頂「鯉魚吐藻」

文昌閣為光緒五年(1879年)所建造，因臺灣知縣沈受謙為振興文教而建，目前仍懸有沈受謙所題「文昌閣」匾，過去曾作為貢奉文昌帝君、孚佑帝君、文衡聖帝、朱衣神君、魁星爺等主管文運的「五文昌」神靈。目前作為文物陳列館使用，一樓為文物陳列室，二樓仍供奉魁星塑像。此外由許文龍寄付於2002年羽鳥又男銅像也保存於文昌閣內
文昌祠戶外部分，則保存建於康熙年間的壯北石獅，戰後由奎樓書院移存至赤崁樓廣場，現置於赤崁樓大門兩旁，以及原為清治時期軍事人物鄭其仁墓前的其中一尊石馬，該石馬於昭和八年(1933年)11月出土於新豐郡永康庄洲仔尾，曾置於安平史料館，最終被石暘睢移置到赤嵌樓內。另一匹石馬現存於鹽行天后宮後方。
此外西壁尚有被稱為「赤崁碑林」之古碑群，多數古碑早期該曾因故遷移至南門公園碑林內，後移至赤崁樓，迄今合計約34件石碑，其中包括下列石碑：
- 臺灣知府楊廷理所立義民祠記碑[59]
- 鄭其仁墓道碑[60]
- 鼎建臺澎軍工廠碑記（一般文物）[61]
- 軍工廠圖碑（一般文物）[62]
- 1944年赤崁樓脩復工事概要碑[63]
- 嚴禁錮婢不嫁碑記[64]
- 陳登昌墓道碑[65]

### 蓬壺書院

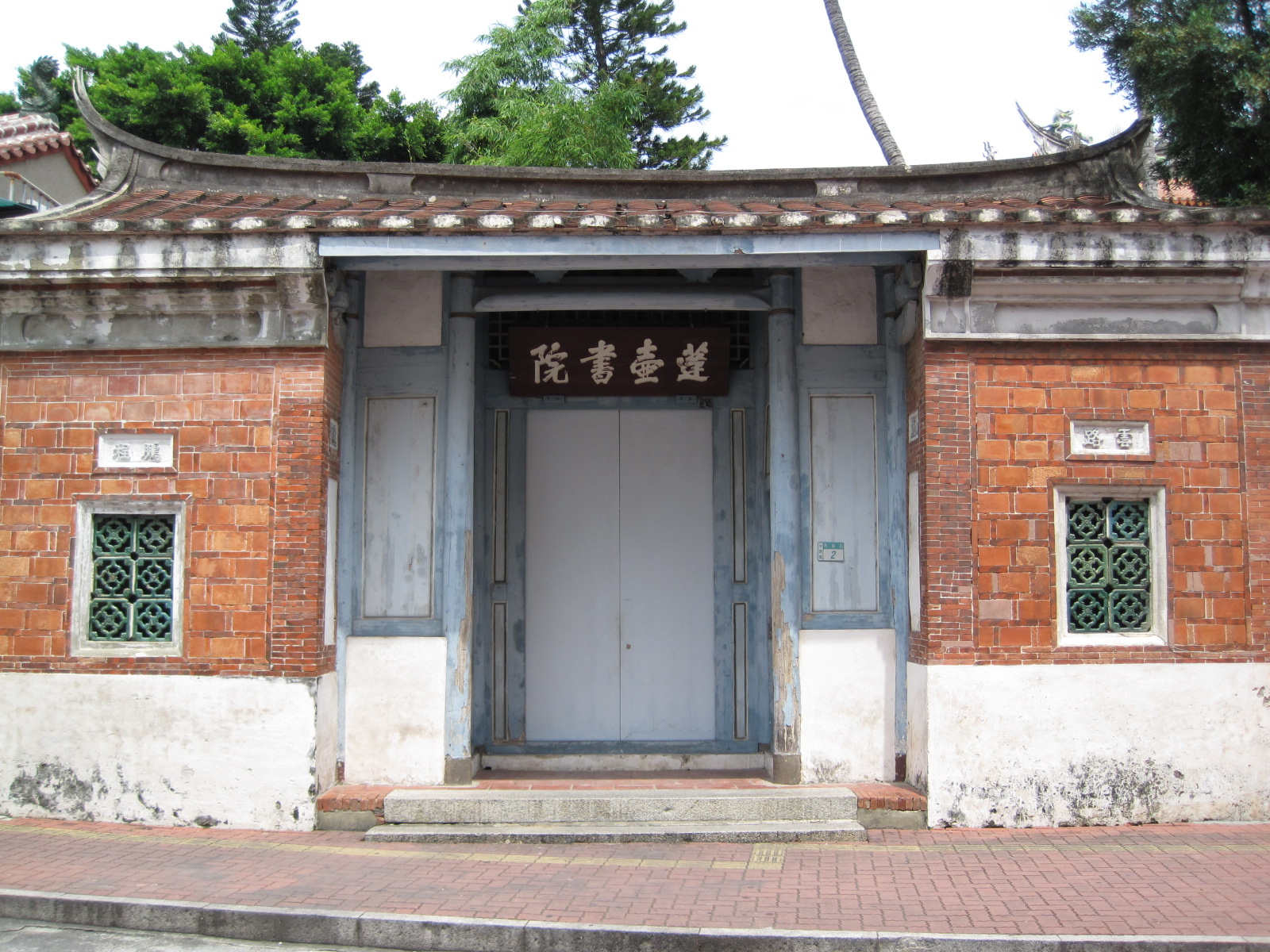
蓬壺書院正門
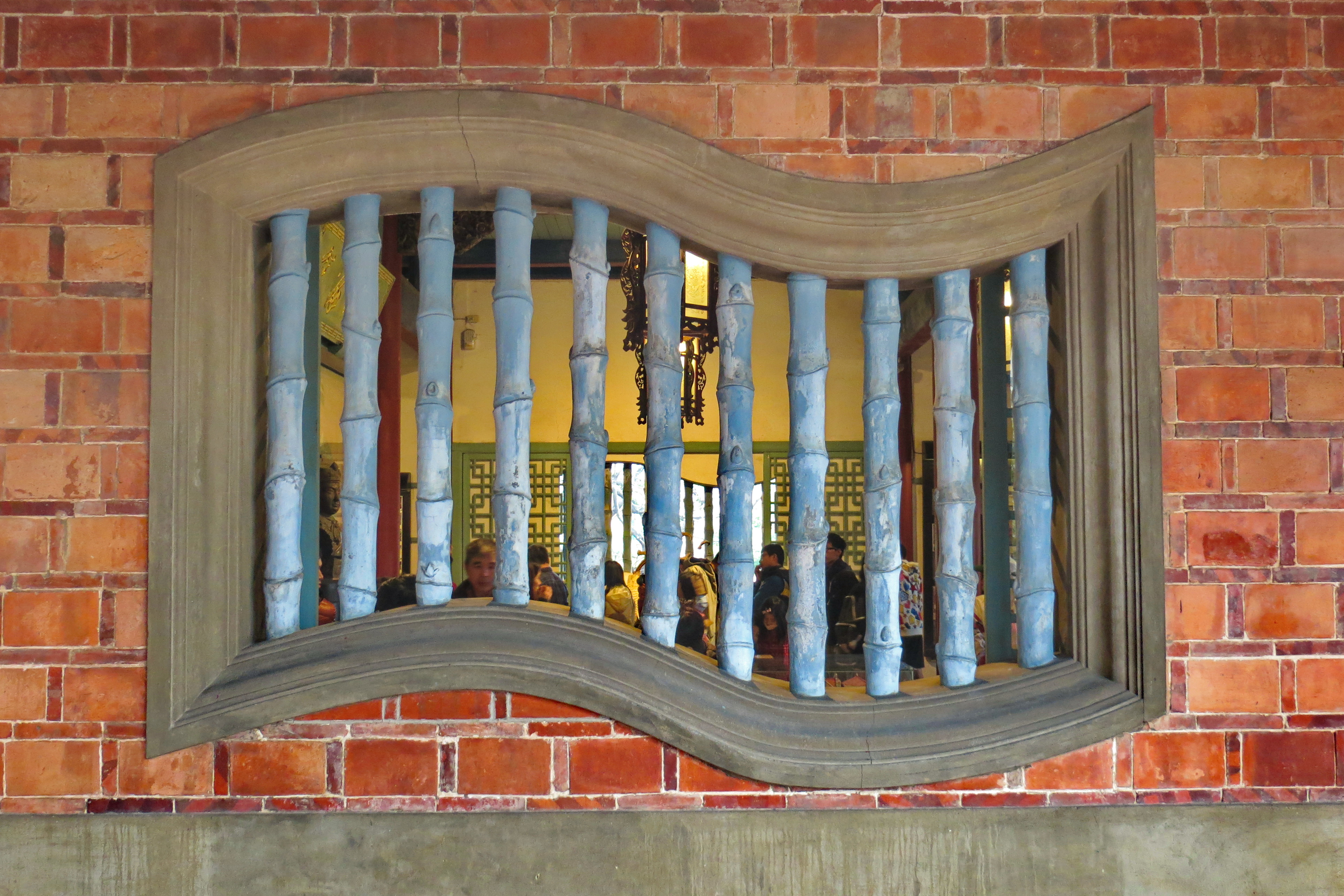
赤崁樓的「書葉竹節窗」，竹節寓意節節向上。
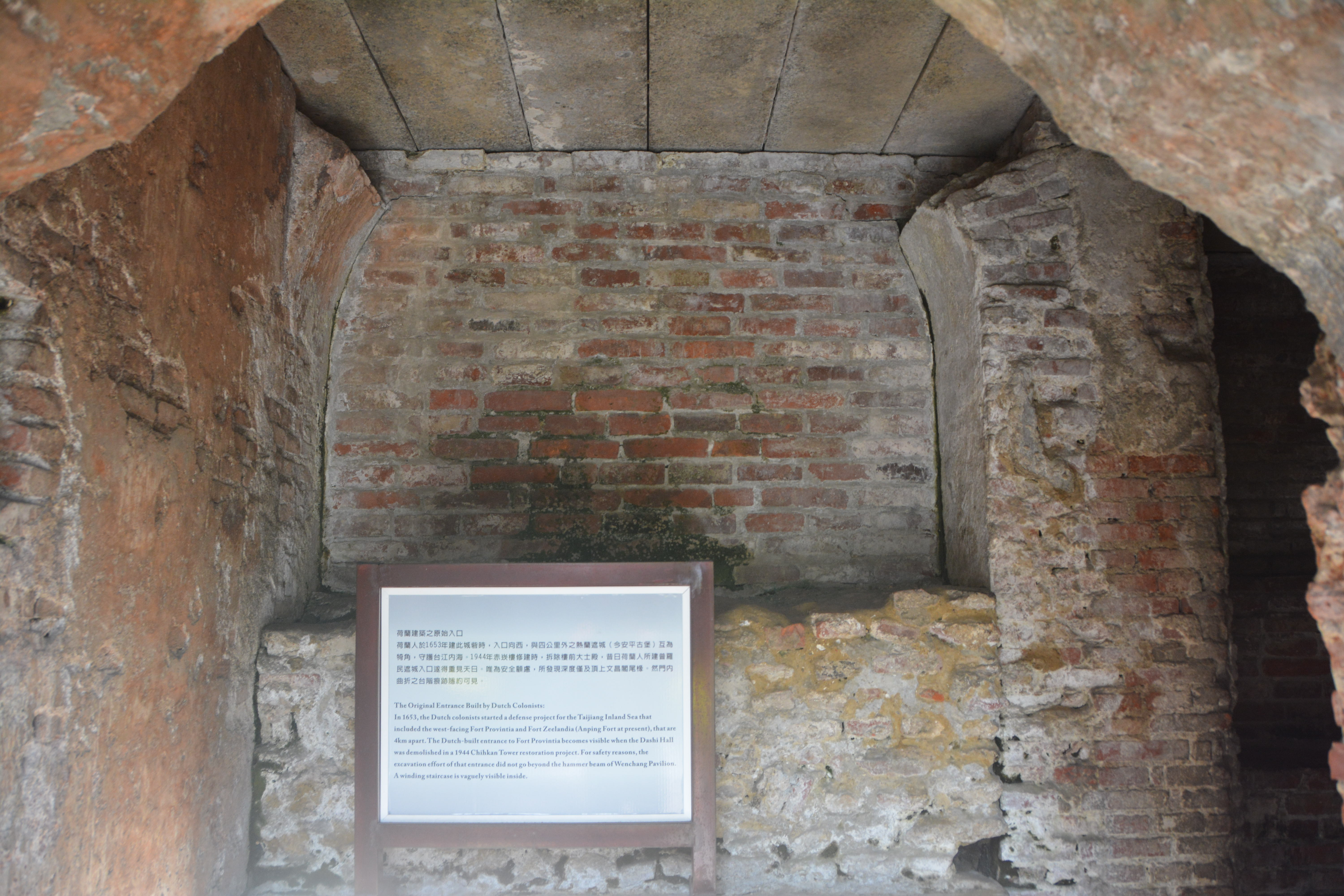
普羅民遮城的原始入口
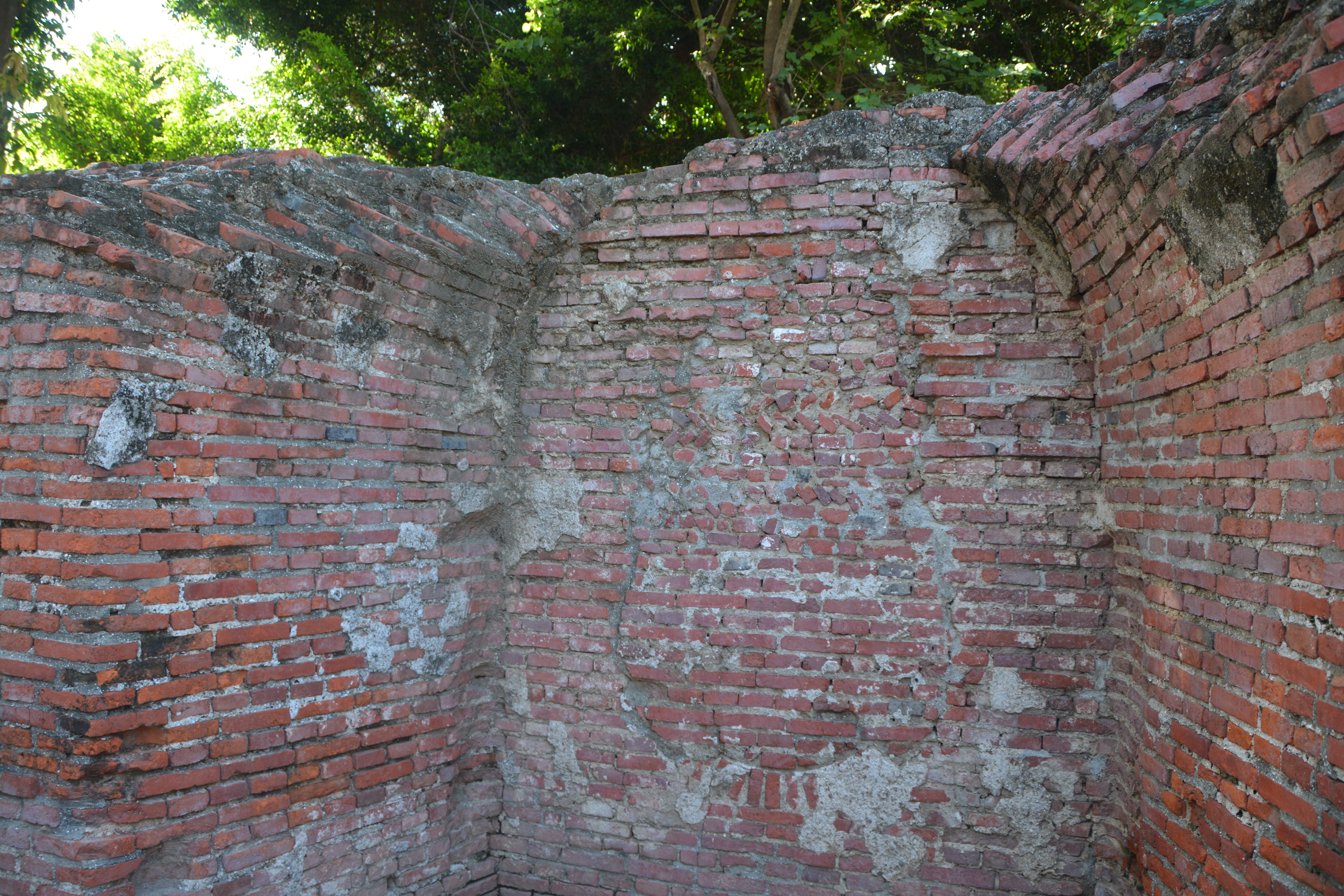
普羅民遮城的稜堡殘跡

安平縣知縣沈受謙遂於光緒十二年（1886年）於今赤崁樓西側購地設置蓬壺書院，此書院其前身為檨仔林街的「引心書院」，後在日治時期曾被當作衛戍醫院使用，戰後因建築失修，最終建築群僅保留閩南型式的門廳，上頭掛有沈知縣所題「蓬壺書院」匾，兩邊紅磚牆則各有綠釉花窗，現還可見不少窗上垛匾。

### 普羅民遮城殘蹟
赤崁樓現保存一部分普羅民遮城殘蹟，昭和10年（1935年），日人赤崁樓修復時意外於五子祠發現東北稜堡遺構，以及大士殿舊址發現原普羅民遮城原始入口遺構，目前依稀可分辨砌成磚牆的材質和磚壁厚度，稜堡殘跡由紅磚堆砌成厚實牆垣，並以蚵灰、糖汁、糯米攪拌的三合土作為建築基礎。原始入口現僅存門洞部分，其餘地方則被紅磚封鎖。

## 圖片

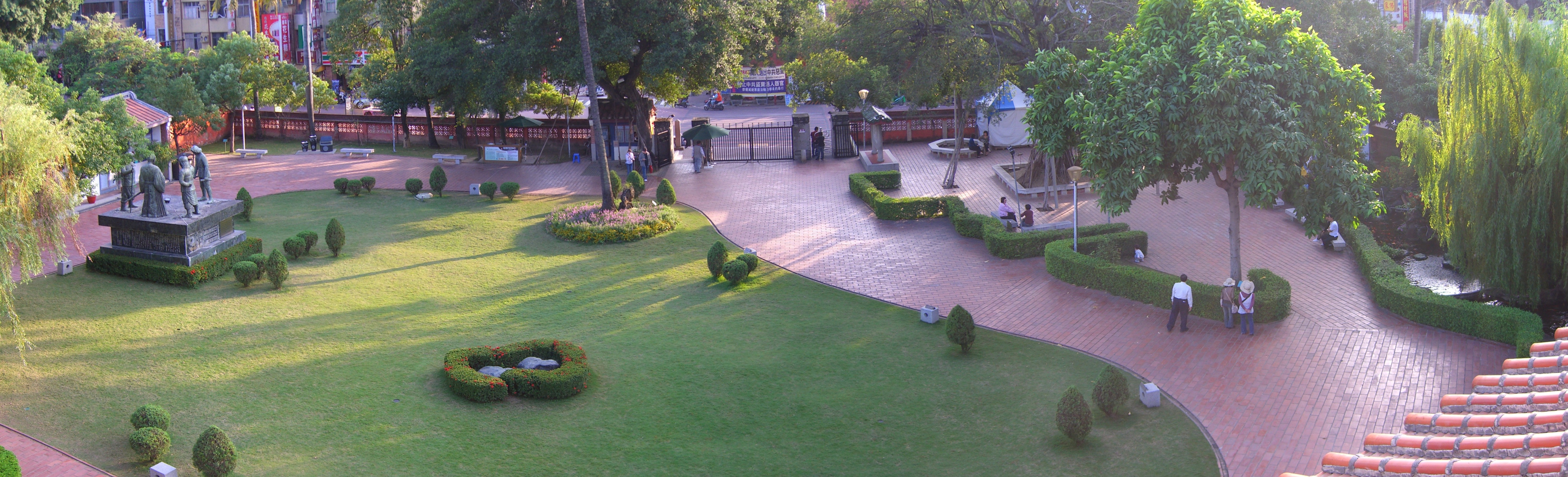
從赤崁樓俯瞰入口處；這裏是在二戰時期所開闢的防空空地

文物

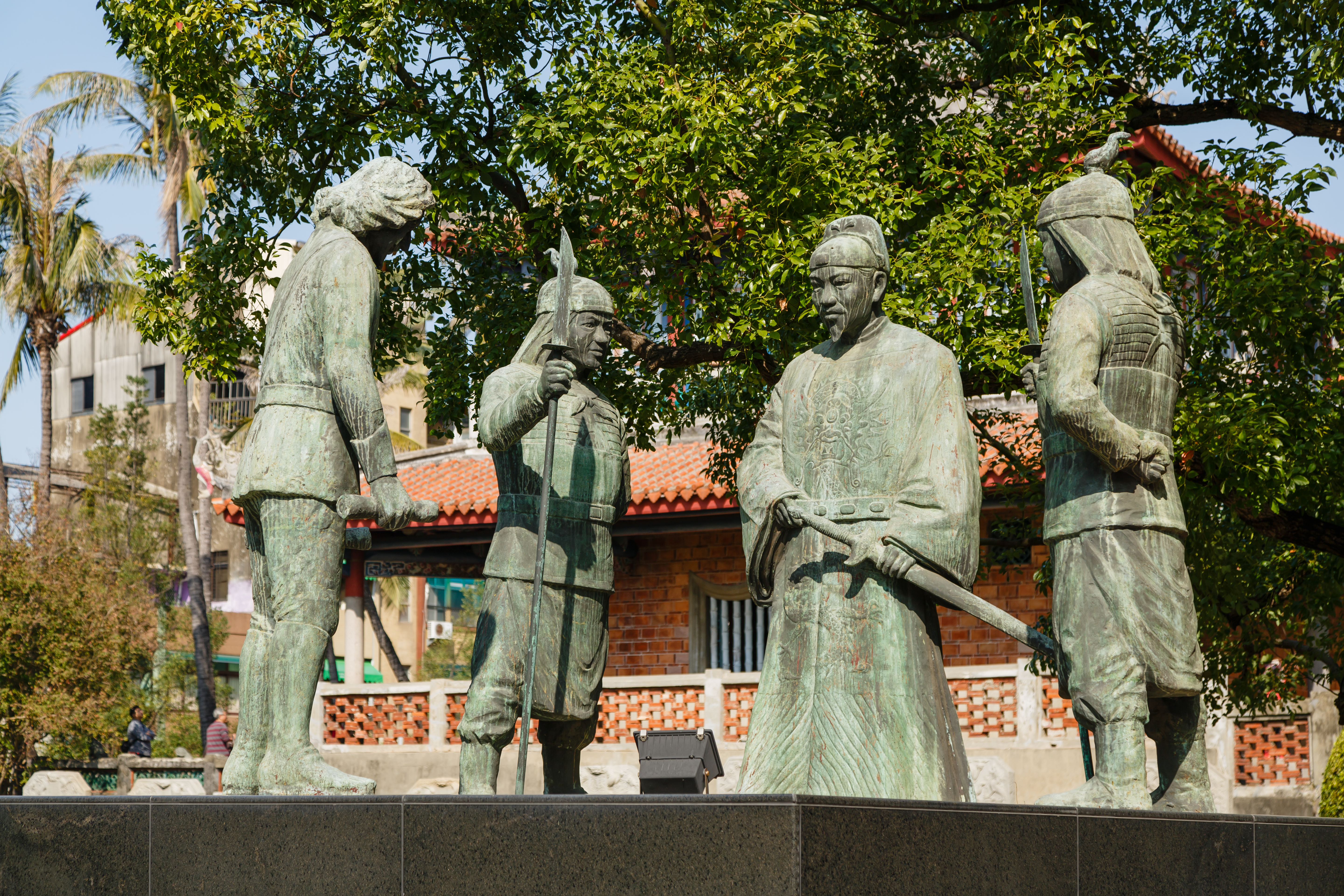
鄭成功議和圖
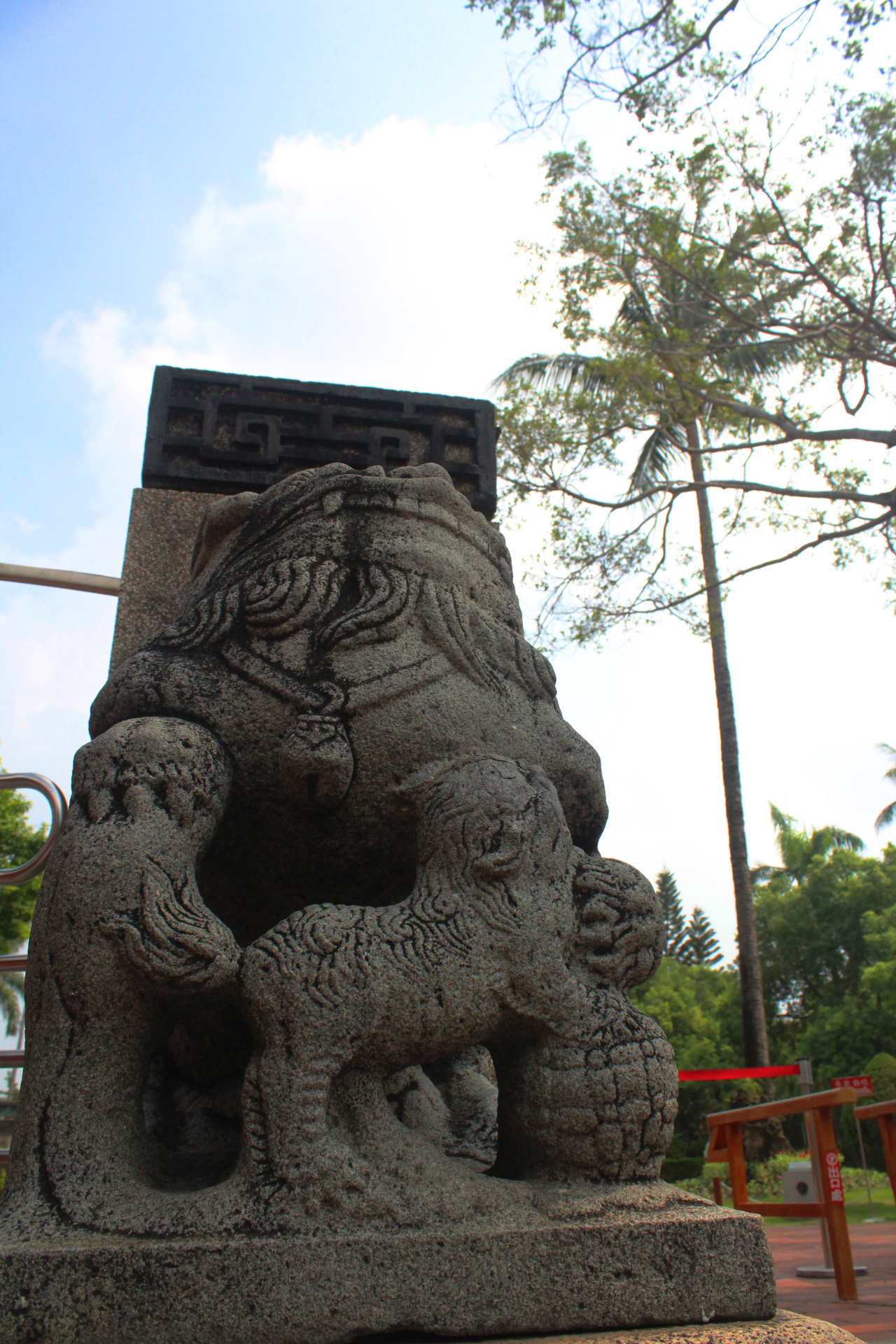
原文昌祠壯北石獅
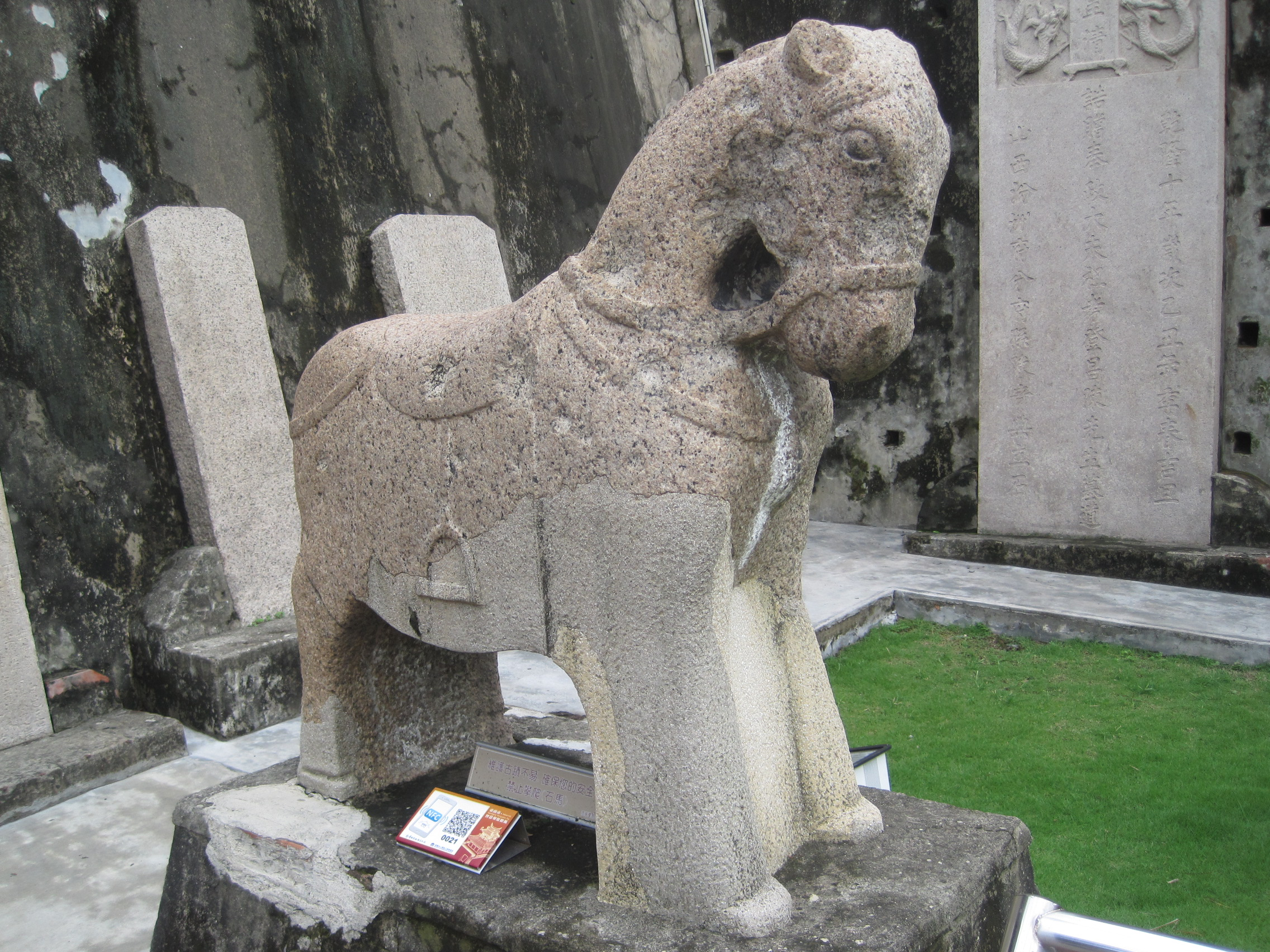
原鄭其仁墓前石馬
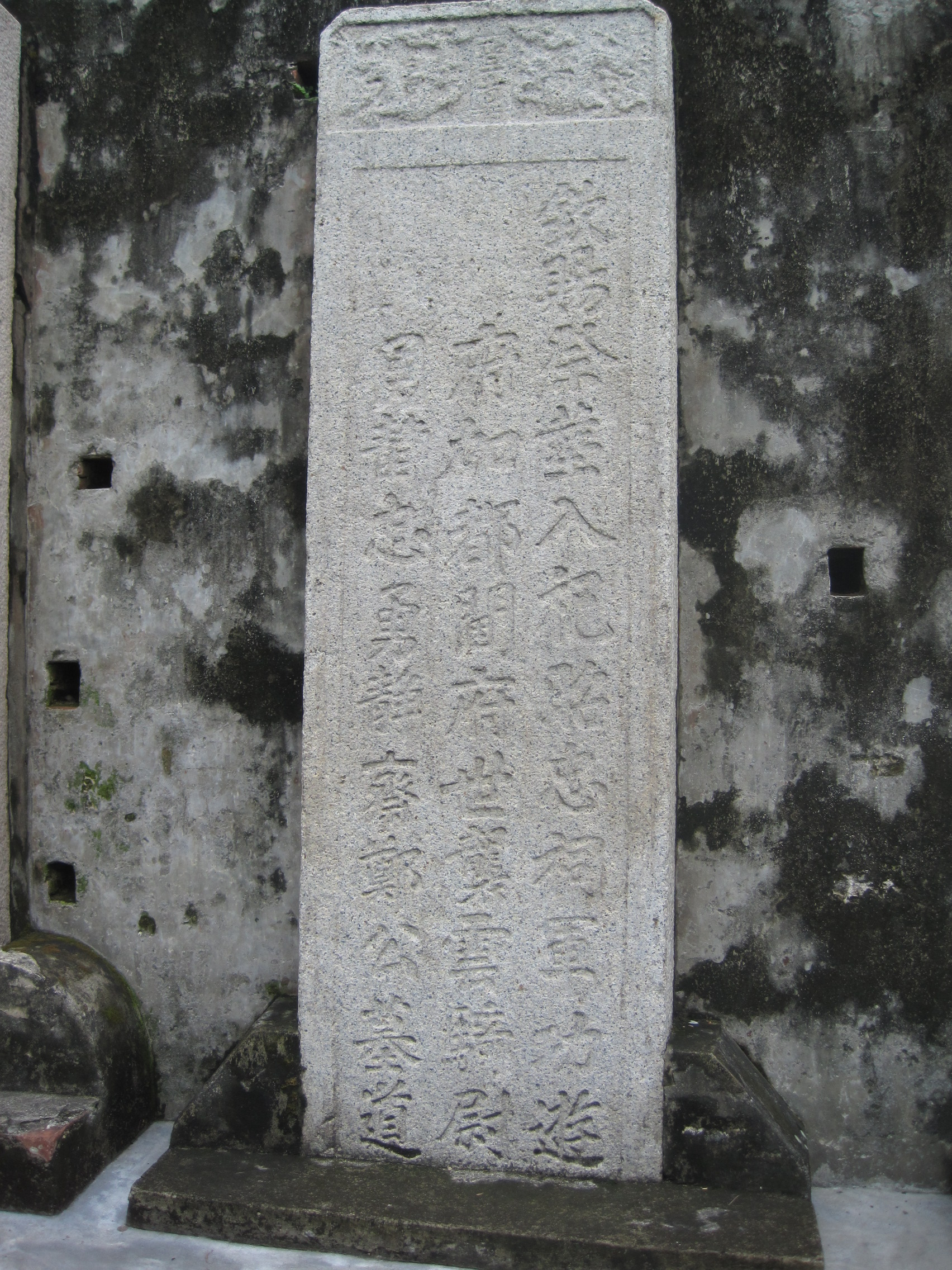
鄭其仁墓道碑
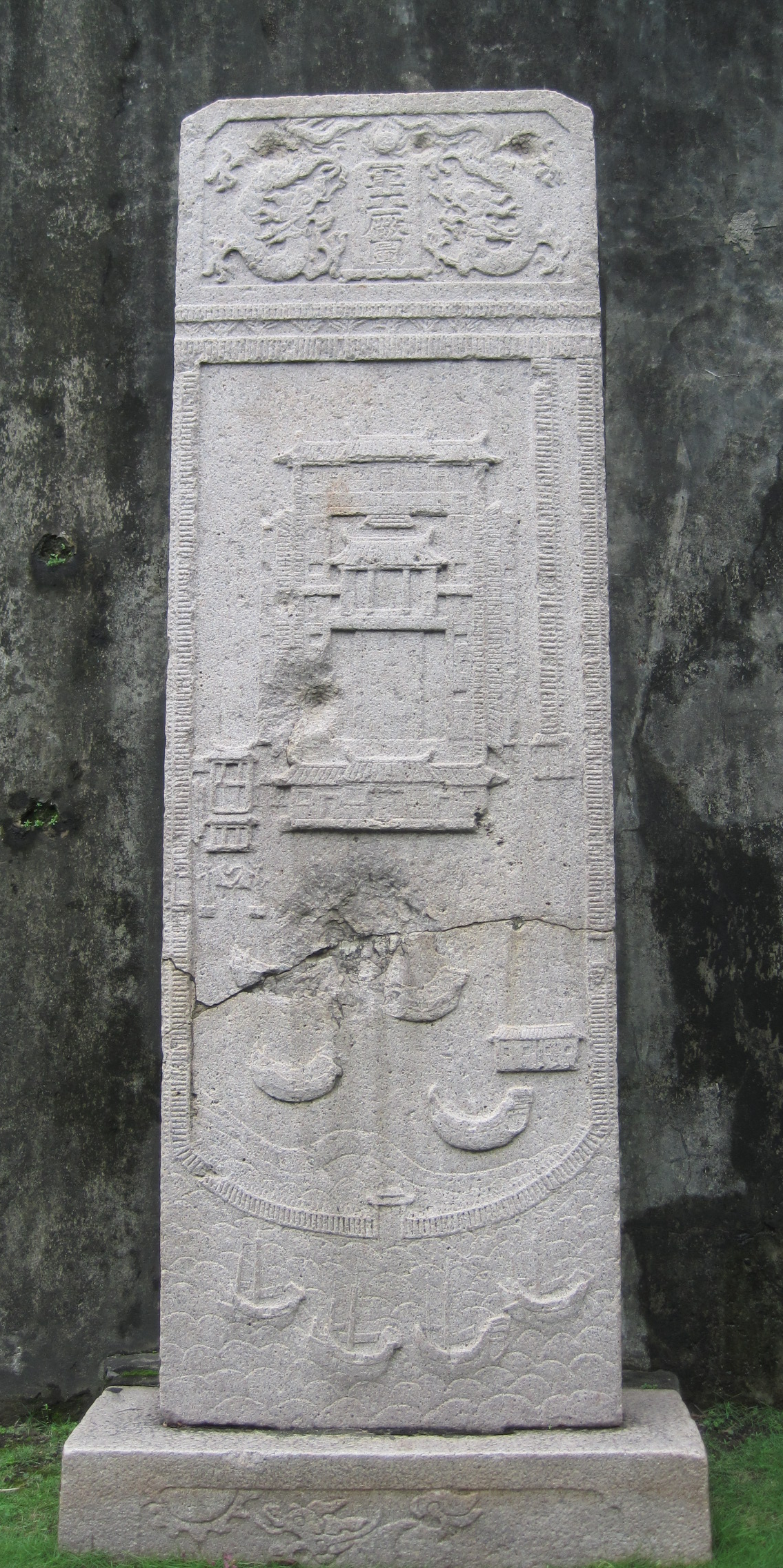
軍工廠圖碑

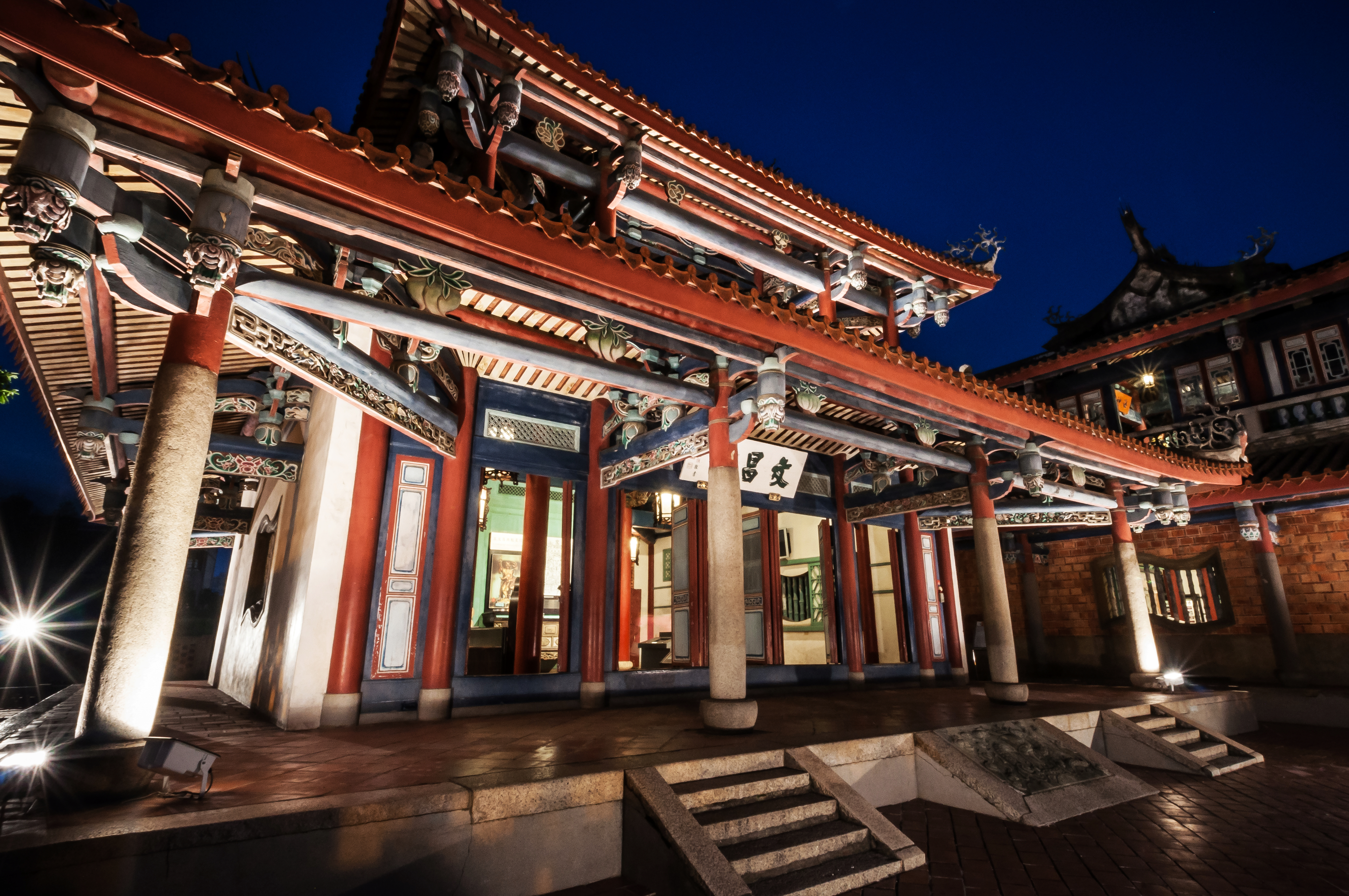
夜晚的文昌閣
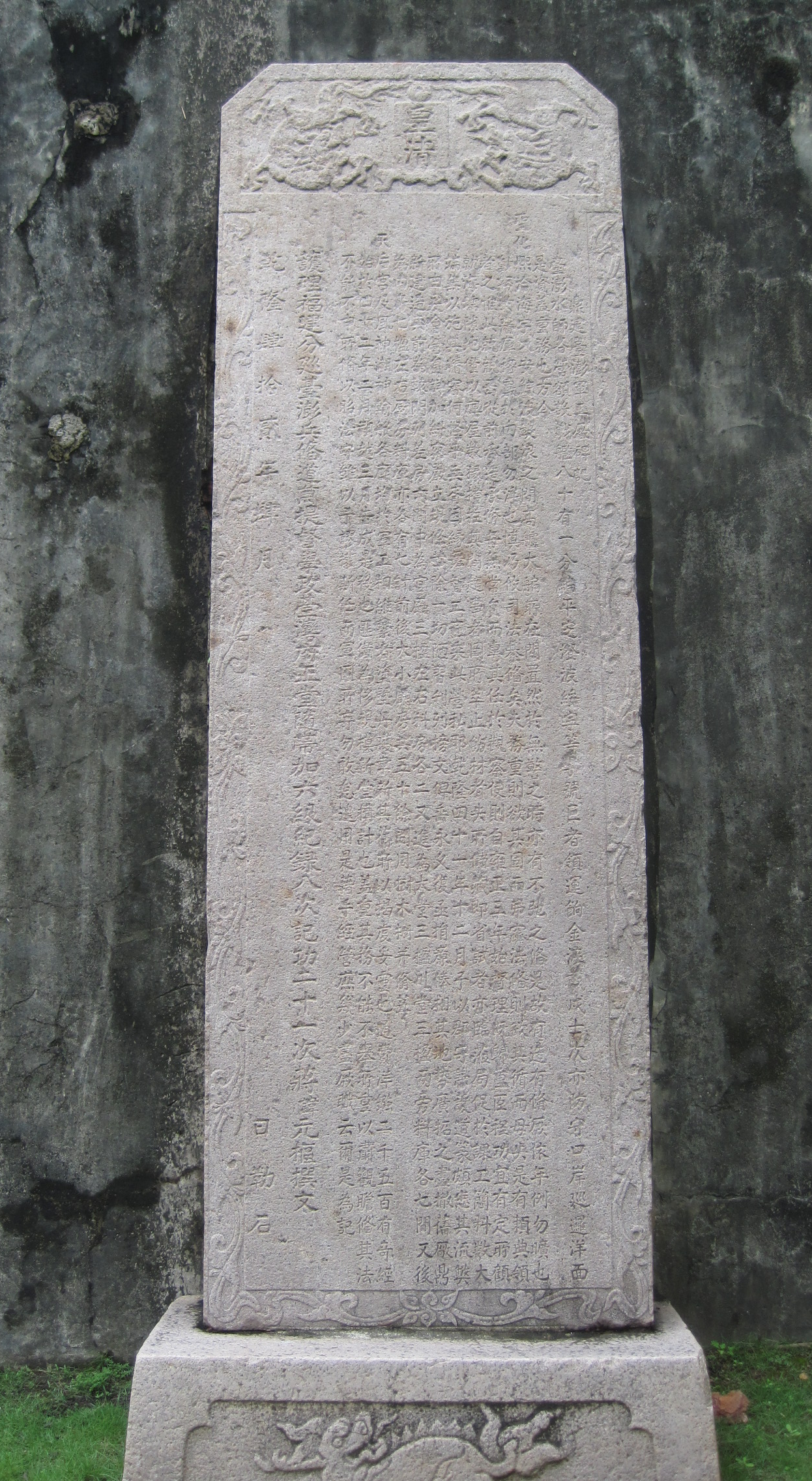
鼎建臺澎軍工廠碑記
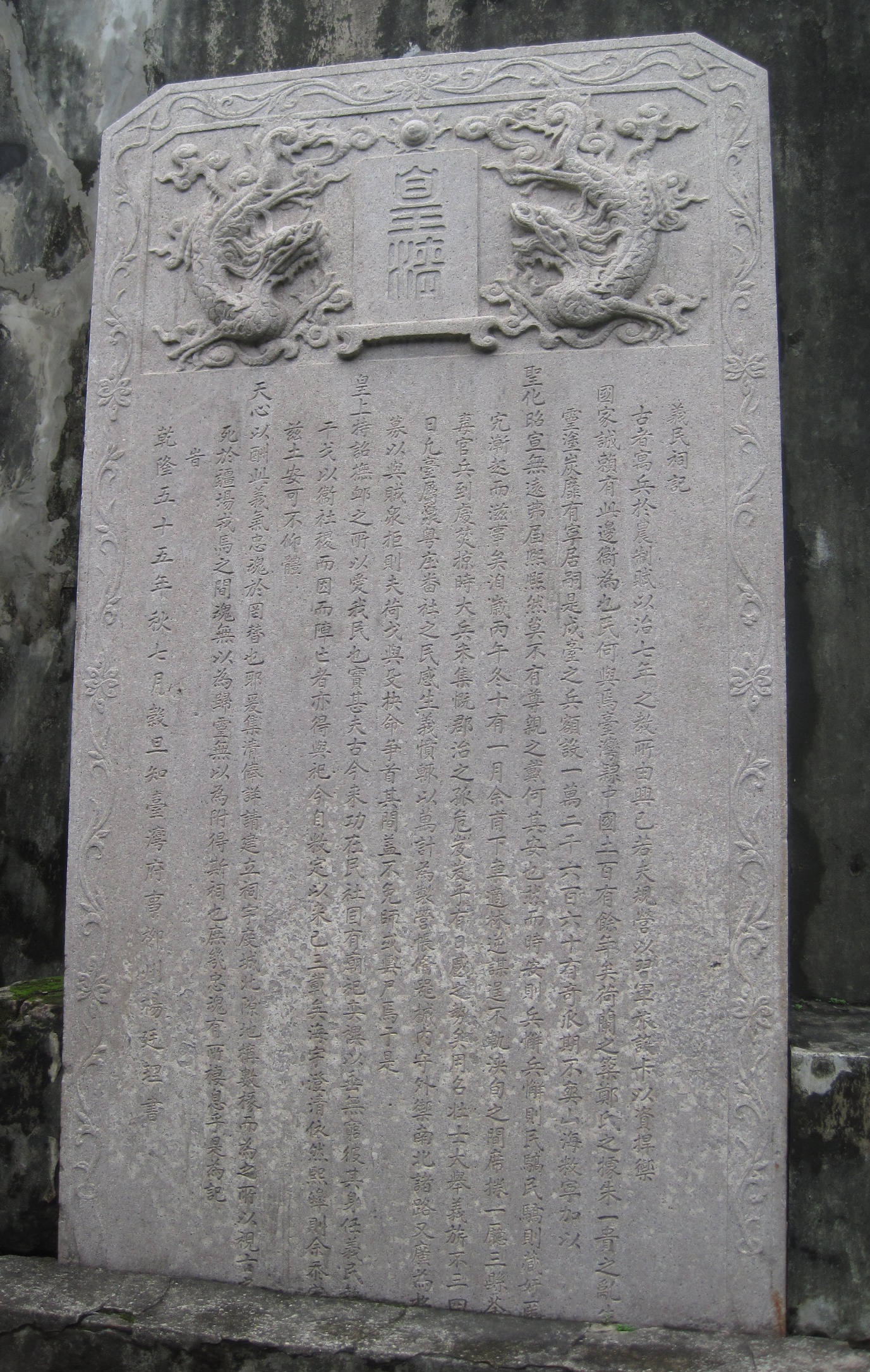
義民祠記碑
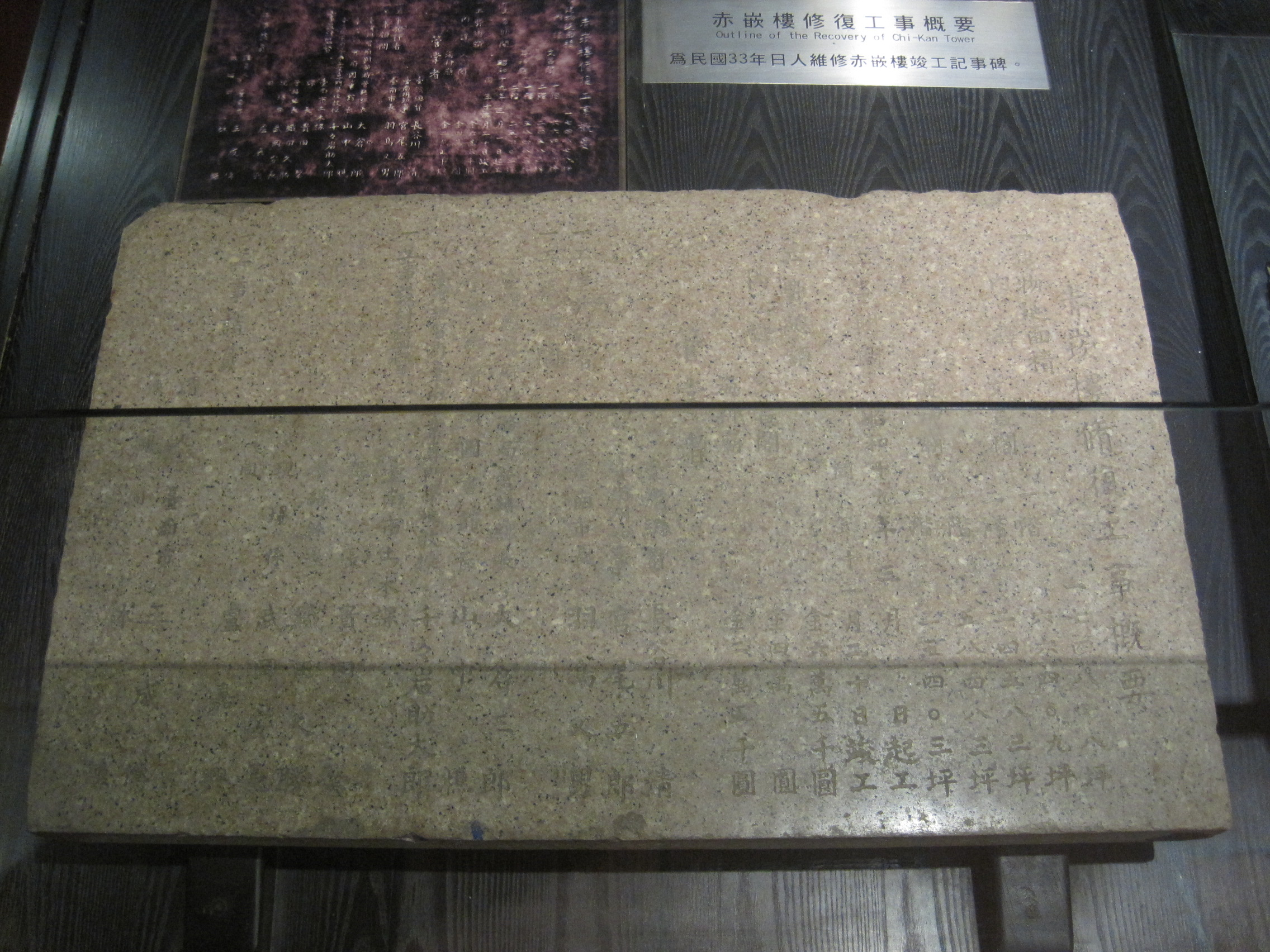
赤崁樓脩復工事概要碑（1944年）
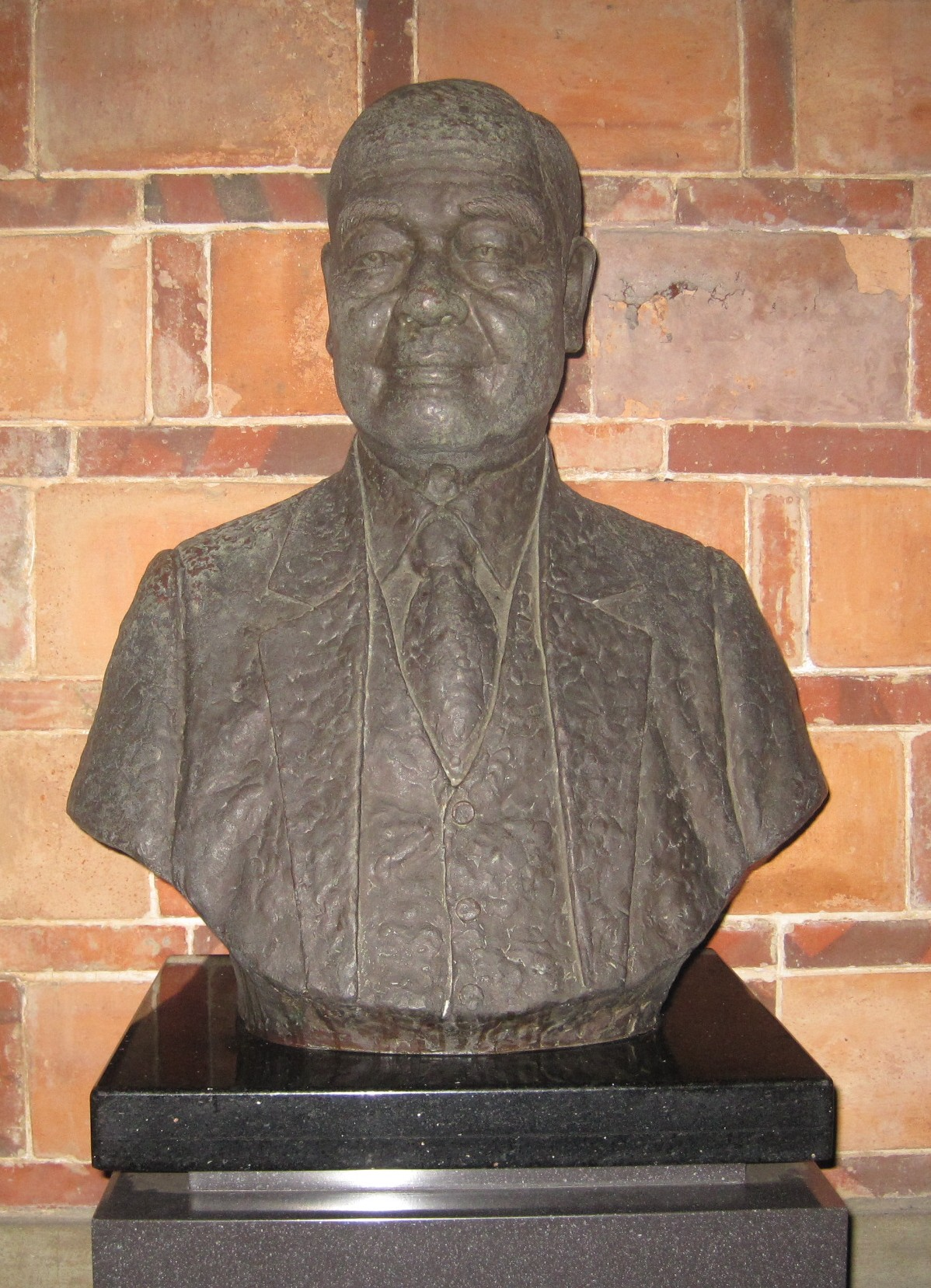
羽鳥又男銅像

## 相關
- 赤崁社
- 赤崁樓大士殿

## 外部連結
- 認識台南歷史 從這裡開始
- OpenStreetMap上有關赤崁樓的地理
- 赤嵌樓 - 文化部iCulture （页面存档备份，存于）
- 赤嵌樓 - 臺南市政府文化局古蹟營運科 （页面存档备份，存于）
- 赤崁樓 - 文交通部觀光局 （页面存档备份，存于）
- 赤崁樓的Facebook專頁